# Castel Gandolfo
Castel Gandolfo è un comune italiano di 8 500 abitanti della città metropolitana di Roma Capitale, nel Lazio. Situato nell'area dei Castelli Romani, il centro abitato fa parte del circuito dei Borghi più belli d'Italia.
È conosciuta soprattutto per la presenza della residenza estiva dei papi, alla quale fanno corona molte altre residenze estive, ville e villini edificati a partire dal XVII secolo. Il suo territorio include quasi tutto l'arco costiero del lago Albano, con vista sul cono vulcanico di Monte Cavo, lago che ospita tra l'altro lo stadio olimpico di canottaggio del CONI.
Vi sono inoltre vari luoghi di interesse archeologico (tra cui l'emissario del lago Albano e i resti della villa albana di Domiziano), naturalistico (essendo la zona inclusa nel perimetro del parco regionale dei Castelli Romani) e artistico (come la collegiata pontificia di San Tommaso da Villanova edificata da Gian Lorenzo Bernini).

## Geografia fisica
(Gaetano Moroni, Dizionario di erudizione storico-ecclesiastica - Castel-Gandolfo, vol. X p. 153, Venezia 1841.)

### Territorio
Il territorio del comune di Castel Gandolfo si estende in obliquo in direzione nord-nord est a cavallo tra la zona collinare dei Colli Albani e quella pianeggiante dell'Agro Romano. È incluso e tutelato dal Parco Regionale dei Castelli Romani, costituito nel 1984. Il suolo è totalmente composto da terreni di origine vulcanica, con prevalenza di materiali come peperino, tufo e pozzolana.
Secondo la classificazione data dal Servizio Geologico d'Italia la maggior parte del territorio castellano è composto, similmente alle altre zone dei Colli Albani, da terreni classificati come v2. Le coste del cratere del Laghetto di Turno a Pavona sono classificate come zona v7, ovvero prodotti di un antico centro d'emissione di lava del Vulcano Laziale; il fondo del Laghetto invece è zona av. Le aree del Quarto Santa Fumia e di Villa Elvira Vaselli sono invece classificate come zone β'4. I fianchi del lago Albano, chiamati volgarmente pentime, sono geologicamente zona dt, mentre le spiagge del lago stesso, caratteristiche per il loro colore nero cenere, sono definite zona a. Infine, gli ultimi lembi del territorio castellano sotto Pavona verso il mar Tirreno appartengono alle zone p'2 ed sp.
- Classificazione sismica: zona 2 (sismicità medio-alta)[14][15]

#### Idrografia

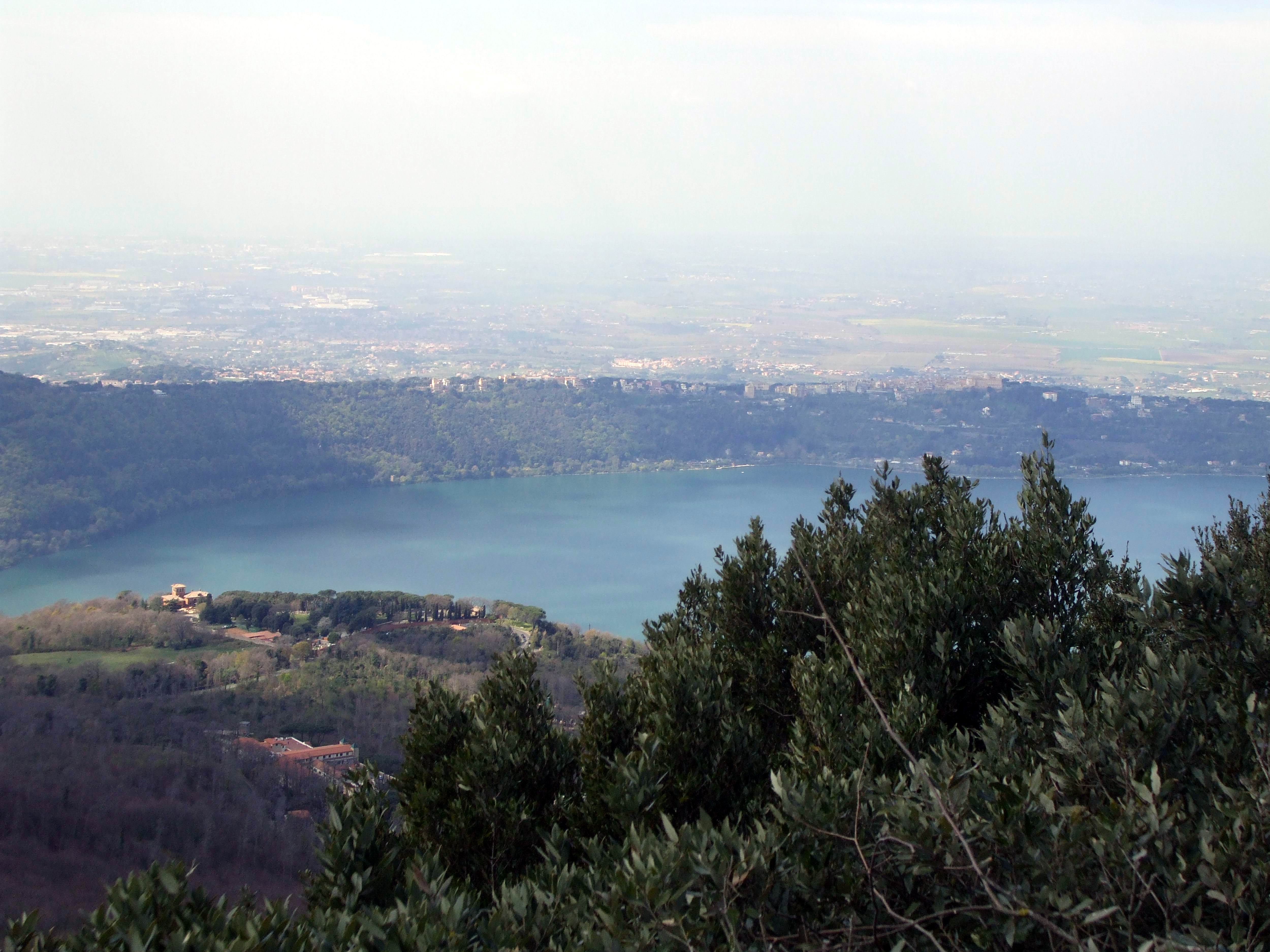
Il lago Albano e Castel Gandolfo, panorama dal Monte Cavo.

La principale risorsa idrografica del territorio castellano è rappresentata dal lago Albano, spesso chiamato impropriamente lago di Castel Gandolfo o lago di Albano. La superficie lacustre attualmente è gestita dall'Ente Acque Interne della provincia di Roma: in passato fu di proprietà dell'abbazia di Santa Maria di Grottaferrata, della Camera Apostolica, e del principe Stanislao Poniatowski dal 1802 fino al 1870.
Dal lago Albano in età romana, presumibilmente nel III secolo a.C. dando credito alla leggenda riferita da Tito Livio e Dionigi d'Alicarnasso, venne scavato un emissario artificiale, che parte dalla rupe sotto il Villino Manes, a circa 250 m s.l.m., poco fuori dall'abitato e giunge in località Mole di Castel Gandolfo percorrendo 1800 metri in direzione sud-sud ovest. Le acque del lago alimentavano alcune mole per la molitura del grano, che servivano alla popolazione di Castel Gandolfo ed Albano, ed alcuni lavatoi pubblici.
Poco più a valle della località Mole, c'è il Laghetto di Turno, un antico cratere vulcanico successivamente riempitosi d'acqua, di dimensioni più piccole rispetto ai vicini laghi vulcanici come Albano, Vallericcia e Nemi. Il Laghetto, ridottosi ad una palude malsana, venne bonificato attorno al 1611 su ordine di papa Paolo V con la sovraintendenza del cardinale Giacomo Serra.
Ai confini con i territori di Marino e di Roma, scorre il fosso dei Preti, che si origina in territorio marinese in località Quarto della Tribuna, a 163 m s.l.m.. Un altro fosso che si origina da acque castellane è il fosso de' Picelli, che scorre verso Pomezia.

#### Orografia

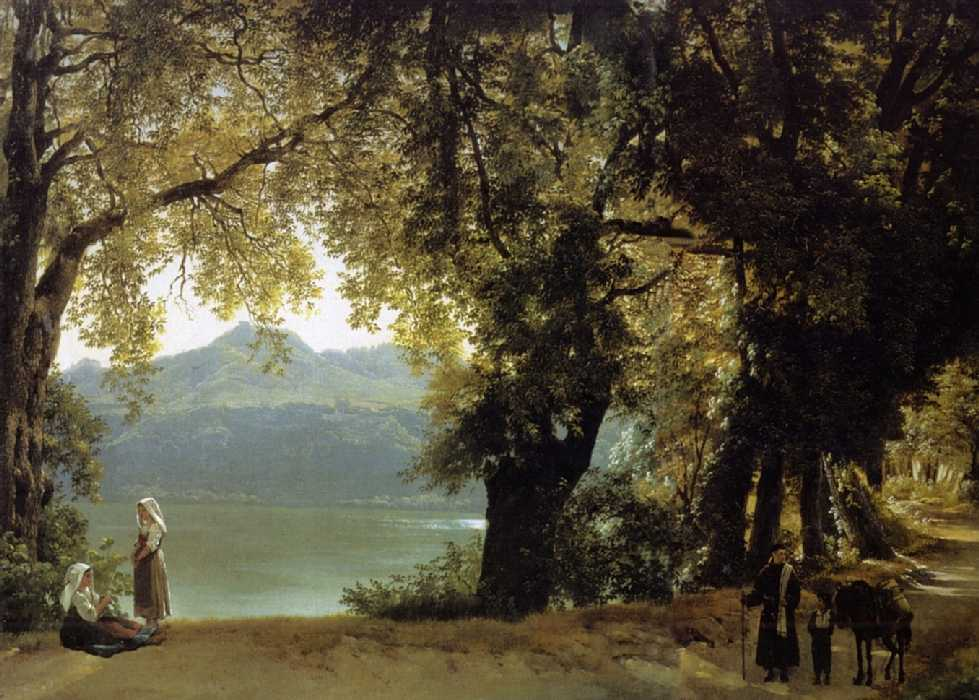
Sil'vestr Feodosievič Ščedrin, Il lago di Albano, (ante 1825).

L'altitudine massima che si registra nel territorio castellano è 425 m s.l.m., presso il Collegio di Propaganda Fide attiguo a Villa Barberini. Sempre sulla corona di alture attorno al cratere del lago Albano, si ha quota 400 m s.l.m., altezza della cima di Monte Cucco, ai confini con Marino. Poco più in basso al chilometro 24 della Strada statale 216 Maremmana III si contano 394 m s.l.m., e all'incrocio tra la Strada statale 140 del Lago di Albano e la Strada statale 216 Maremmana III, in prossimità dell'ingresso principale del Palazzo Pontificio, si misurano 392 m s.l.m.. Poco più in basso, a 388 m s.l.m., c'è la Stazione di Castel Gandolfo, sulla ferrovia Roma-Albano poco sotto il centro storico, a picco sul lago Albano. Infine, 381 m s.l.m. è l'altitudine di Villa Elvira Vaselli, su un colle prossimo ai confini di Marino lungo la Strada statale 216 Maremmana III.
Lungo la direttrice della Strada statale 7 Via Appia le altitudini da nord-ovest a sud-est sono le seguenti: al Cimitero di Castel Gandolfo, chilometro 22,5, l'altitudine è 306 m s.l.m.; al chilometro 23 presso la località Ercolano 335 m s.l.m.; alla Stazione di Albano Villetta 330 m s.l.m..
Verso il mar Tirreno, il terreno degrada dolcemente: così dai 250 m s.l.m. del Casale Santa Cristina, sotto Castel Savello ai confini con Albano, si passa ai 217 m s.l.m. di Colle Lilli, ai 200 m s.l.m. di Valle Pozzo, ai 155 m s.l.m. del Quarto Santa Fumia ai confini con Marino e Roma, ai 130 m s.l.m. del Laghetto di Turno, e alla quota più bassa del territorio che è 101 m s.l.m., nella frazione di Pavona.

### Clima
Dal punto di vista climatico il territorio rientra nel dominio del clima temperato mediterraneo con inverni miti, temperature autunnali superiori a quelle primaverili, estati ventilate. Nell'area dei Colli Albani, dunque anche a Castel Gandolfo, si presenta il fenomeno detto stau, che consiste nella riduzione del vapore acqueo nelle nuvole man mano che il terreno si alza. Perciò la piovosità maggiore si avrà sulle prime alture dei colli, rivolte verso il mare, verso sud sud-ovest, e la minore verso nord.
Castel Gandolfo, trovandosi sulla traiettoria delle correnti umide tirreniche, risulta discretamente piovosa con 900mm annui di precipitazioni.. I venti spirano prevalentemente da sud e da ovest, più raramente da nord e da est.
Normalmente la zona è battuta da venti di scirocco non di rado molto forti e libeccio, ma talvolta compare anche il ponentino, vento caratteristico della zona di Roma. Durante l'inverno invece si ha la presenza di tramontana e grecale, il primo proveniente dalla vasta pianura dell'Agro Romano.
L'estate è calda e la presenza del lago Albano ma anche quella di un laghetto artificiale all'interno del campo internazionale di Golf a 18 buche, rendono l'aria con un'umidità sopra la media della zona. L'inverno è mite e piovoso senza, in genere, che vengano raggiunte temperatura eccessivamente basse. A Castel Gandolfo nevica piuttosto raramente e solo in presenza di un freddo generalizzato marcato. In estate le temperature raggiungono i 35 °C con punte di 37/40 °C. La zona del lago, posta oltre 100 metri più in basso dell'abitato, seppur mitigata dalla mole d'acqua è probabilmente la più fredda ed umida del paese.
Dall'aprile 1995 a tutto il 2001 è stata attiva una stazione pluviometrica dell'Ufficio Idrografico di Roma a quota 436 metri che ha registrato i valori che seguono di pioggia; per quanto riguarda temperature e venti non è possibile utilizzare le rilevazioni di stazioni vicine come Ariccia Catena che risentono troppo del fenomeno dell'inversione termica per essere paragonabili. Dal novembre 2011 è attiva una stazione meteo sul lato ovest del lago a quota 295 metri:
| Castel Gandolfo     | Mesi | Mesi | Mesi | Mesi | Mesi | Mesi | Mesi | Mesi | Mesi | Mesi  | Mesi  | Mesi  | Stagioni | Stagioni | Stagioni | Stagioni | Anno  |
| Castel Gandolfo     | Gen  | Feb  | Mar  | Apr  | Mag  | Giu  | Lug  | Ago  | Set  | Ott   | Nov   | Dic   | Inv      | Pri      | Est      | Aut      | Anno  |
| ------------------- | ---- | ---- | ---- | ---- | ---- | ---- | ---- | ---- | ---- | ----- | ----- | ----- | -------- | -------- | -------- | -------- | ----- |
| Precipitazioni (mm) | 74,5 | 58,2 | 58,7 | 71,9 | 88,9 | 19,5 | 15,5 | 62,4 | 78,9 | 115,4 | 138,0 | 120,3 | 253,0    | 219,5    | 97,4     | 332,3    | 902,2 |

- Classificazione climatica: zona D, 1966 GR/G
- Diffusività atmosferica: media

## Origini del nome
Il toponimo "Castel Gandolfo" viene fatto comunemente derivare dal latino "Castrum Gandulphi", nome del castello posseduto presumibilmente in questo sito dalla famiglia dei Gandolfi, originaria probabilmente di Genova.
Un'altra ipotesi, sostenuta nei suoi Commentarii (1462) da papa Pio II, è che il toponimo dell'abitato derivi a Gandulphi Sabinorum, dal nome cioè di un certo Gandolfo Savelli.
Nella Cosmografia di Paolo Meruda Castel Gandolfo è addirittura chiamato San Gandolfo.
Varianti del toponimo corrente sono Castel-Gandolfo e Castelgandolfo.

## Storia

### Medioevo (476-1492) ed Epoca Moderna (1492-1604)
Il territorio di Castel Gandolfo, incluso nella Massa Caesariana, divenne poi proprietà probabilmente dei Conti di Tuscolo e agli inizi dell'XI secolo risulta in parte dell'abbazia di Santa Maria di Grottaferrata, e quindi della famiglia di origine genovese dei Gandolfi, che eressero il Castrum che porta ancora oggi il loro nome.
Nel 1221 il castello divenne possesso dei Savelli, che lo affittarono nel 1389 ai Capizzucchi. Tuttavia, nel 1436 il castello era nuovamente in pieno controllo dei Savelli, perché il cardinal Giovanni Maria Vitelleschi lo rase al suolo insieme al Borghetto di Grottaferrata, ad Albano e a Castel Savello. Nel 1482 papa Sisto IV concesse il possesso di Castel Gandolfo alla Comunità di Velletri, che era stata danneggiata dai Savelli, i quali tuttavia rientrarono quattro anni dopo in possesso del feudo.
Papa Sisto V (1585-1590) elevò Castel Gandolfo al grado di ducato in favore di Bernardino Savelli. Ciò nonostante, a causa dell'insolvenza dei Savelli nel pagamento di ingenti debiti, la Camera Apostolica pignorò il 30 giugno 1596 il feudo alla famiglia. Papa Clemente VIII incluse poi lo stesso castello il 27 maggio 1604 nella lista dei beni della Santa Sede non alienabili, ovvero che non potevano essere ceduti.

### Età moderna (1604-1870)

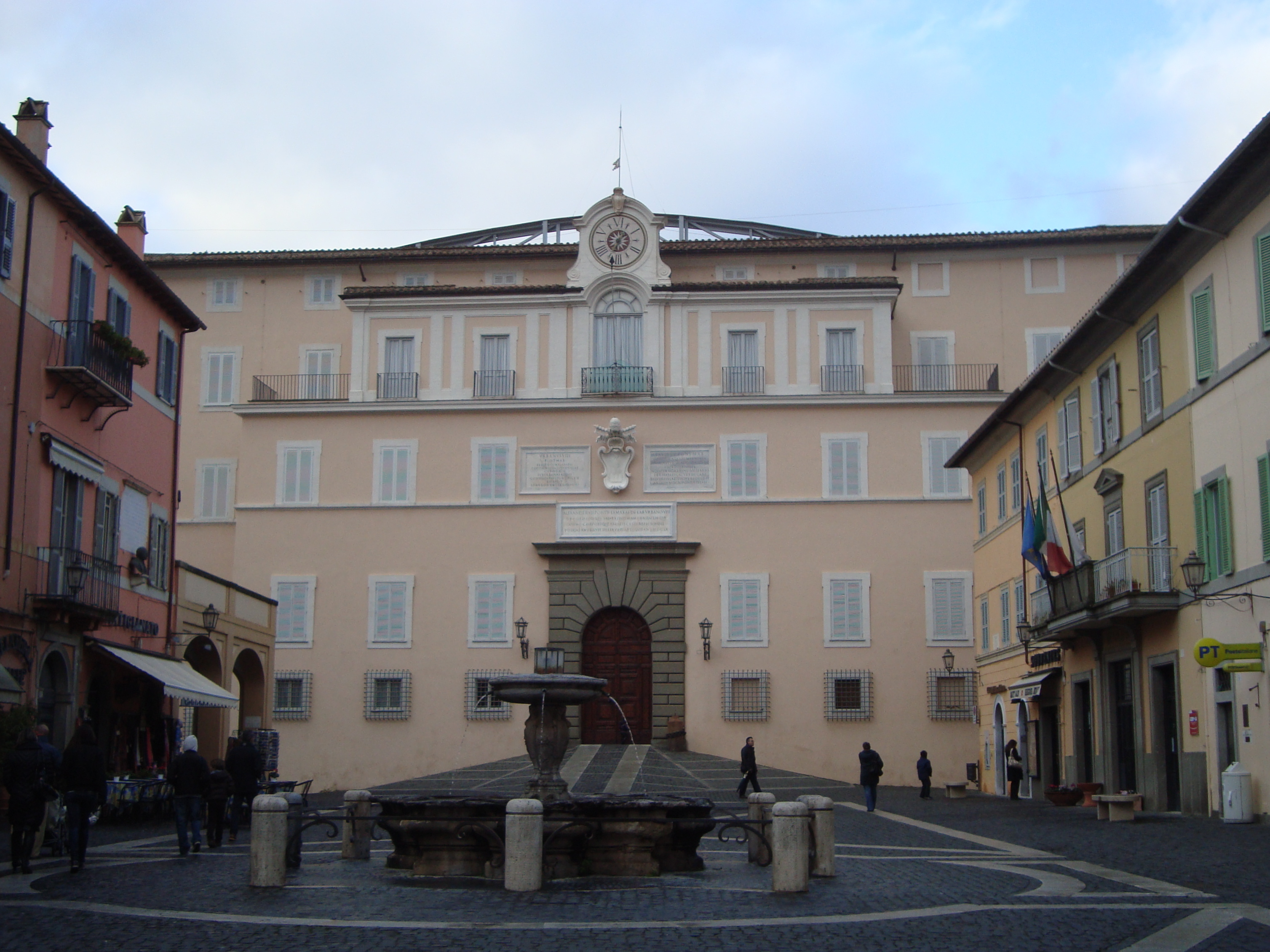
Il Palazzo Pontificio.

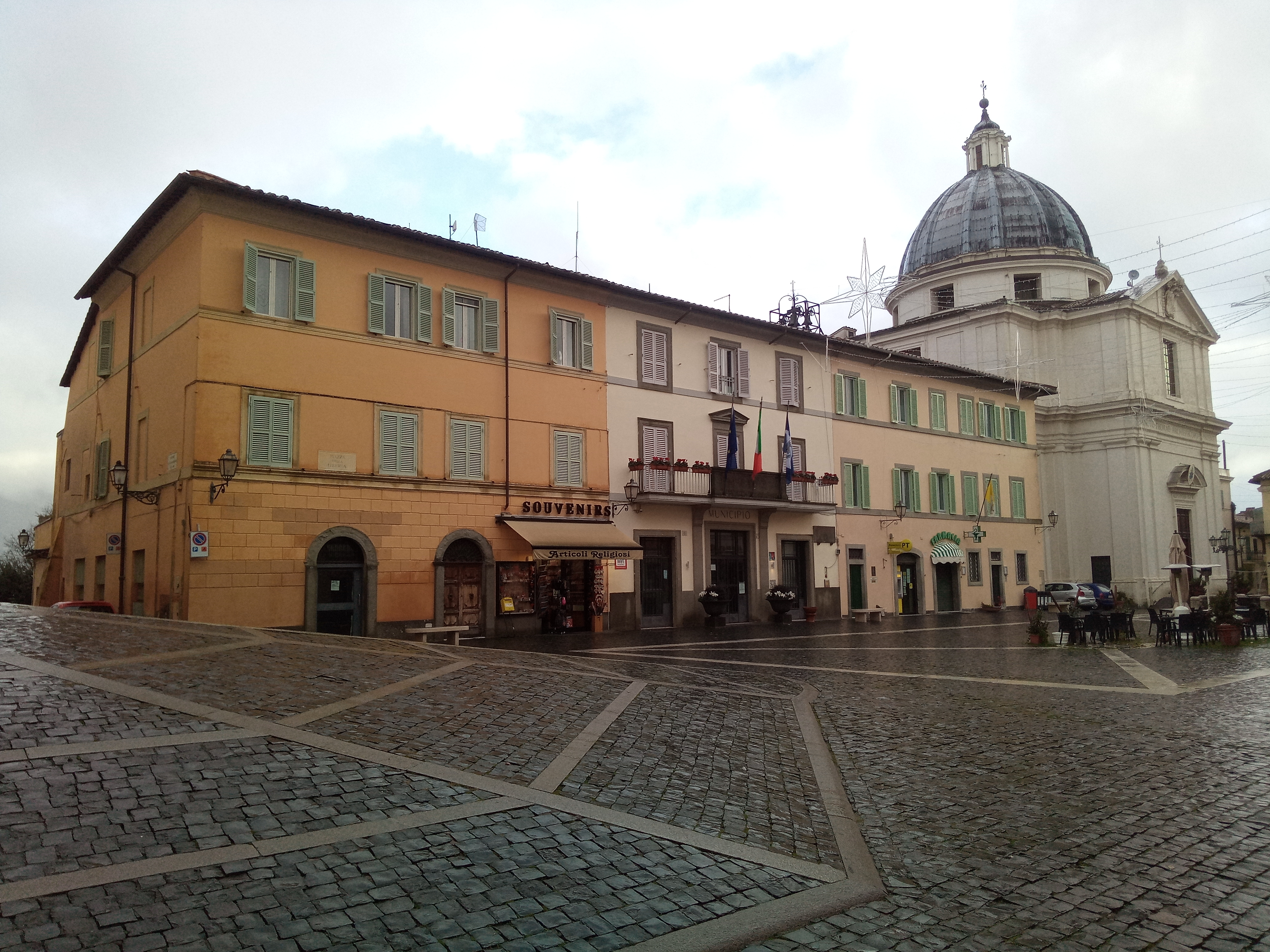
Piazza della Libertà con la collegiata pontificia di San Tommaso da Villanova, la cassetta postale e il palazzo comunale sulla sinistra

Sotto il nuovo governo della Camera Apostolica, sedente sul trono pontificio papa Paolo V, venne dato il via ad importanti lavori pubblici: venne bonificato infatti il Laghetto di Turno (1611), con la conduttura nel castello di acqua proveniente dalle alture di Malafitto e Palazzolo, e venne fondato il convento dei PP. Francescani Riformati (1619).
Papa Urbano VIII (1623-1644) nel 1628 fu il primo pontefice che soggiornò a Castel Gandolfo, nella villa che si era fatto costruire da cardinale: grazie al suo interessamento, vennero realizzate la Galleria di Sopra e la Galleria di Sotto, strade che collegano Castel Gandolfo ad Albano, così chiamate per via della fitta vegetazione che le fiancheggiava. La prima Bolla emanata da un papa ex Arce Gandulphi fu scritta appunto da Urbano VIII il 25 ottobre 1626.
Al tempo di papa Alessandro VII (1655-1667), vennero eseguiti nuovi lavori, che videro tra l'altro la messa in opera della strada fino che conduce a Palazzolo costeggiando i dirupi del Lago Albano, chiamata in antico appunto via Alessandrina, la sistemazione del Palazzo Pontificio (1660) e l'edificazione della collegiata di San Tommaso da Villanova (1658-1661) su progetto dell'architetto Gian Lorenzo Bernini, autore sempre per conto di papa Alessandro VII e della famiglia Chigi della Collegiata di Santa Maria Assunta nella vicina Ariccia.
Il 24 settembre 1728 il governo di Castel Gandolfo venne concesso pro tempore da papa Benedetto XIII con la Bolla Aequitatis al Maggiordomo dei Sacri Palazzi.
Papa Benedetto XIV (1740-1758) fu molto assiduo nelle visite a Castel Gandolfo, facendo erigere il campaniletto sulla facciata principale del Palazzo Pontificio e ammettendo per la prima volta le dame locali al bacio del piede al papa durante la villeggiatura. Inoltre, nel 1740 fece allargare la strada che conduce a Marino, oggi Strada statale 216 Maremmana III.
All'ingresso dei soldati francesi a Roma nel febbraio 1798, il 18 febbraio 1798 Albano istituì la Repubblica Albanense, affiliata alla Repubblica Romana (1798-1799), assieme a Frascati, Velletri e Marino. In questa situazione, Castel Gandolfo venne unita alla municipalità di Albano, ma il 21 febbraio i castellani insorsero contro i francesi insieme ad altri abitanti dei Castelli Romani. I contro-rivoluzionari vennero sconfitti manu militari dai francesi di Gioacchino Murat alleati con i marinesi ed i frascatani rimasti fedeli alla Francia, nella battaglia di Frattocchie o di Castel Gandolfo (24 febbraio 1798), in seguito alla quale i francesi misero a sacco il Palazzo Pontificio.
Con il ritorno di papa Pio VII, Castel Gandolfo venne restituita al governo del Maggiordomo dei Sacri Palazzi e tale situazione perdurò fino al settembre 1870. Papa Gregorio XVI (1831-1846) fu particolarmente frequente nei suoi soggiorni a Castel Gandolfo, tanto che Giuseppe Gioacchino Belli ironizzò nei suoi Sonetti che andasse al Lago Albano a pescacce 'e tinche pe'r digiuno.
Il 23 novembre 1820 il consigliere comunale Angelo Antonio Iacorossi ebbe l'idea di far collocare in piazza della Libertà la prima cassetta postale del mondo, che ancora oggi si può trovare in quel punto.

### L'Unità d'Italia (1870-2000)

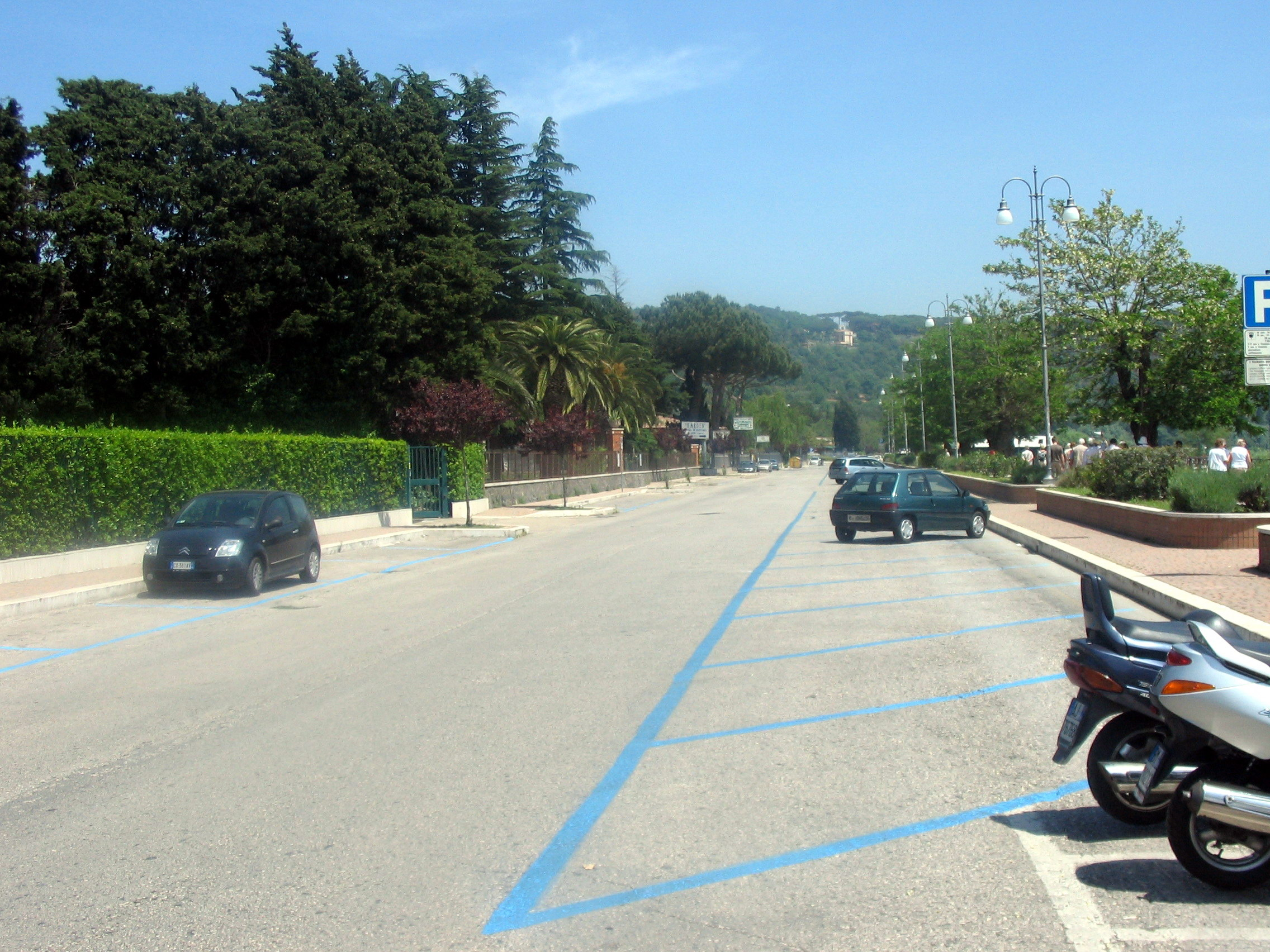
Il lungolago di Castel Gandolfo.

Il 20 settembre 1870 con la presa di Porta Pia e l'ingresso dei bersaglieri a Roma finiva ufficialmente lo Stato Pontificio. Papa Pio IX, che aveva lasciato l'ultima volta Castel Gandolfo nel maggio 1869, e i suoi successori fino al 1929 non misero più piede nel Palazzo Pontificio.
Nella Legge delle Guarentigie del 18 maggio 1871, rifiutate da papa Pio IX come inutili e futili proposte volgarmente dette guarentigie, verrà tuttavia prevista l'extra-territorialità del Palazzo Pontificio con attinenze e dipendenze.
L'11 febbraio 1929, con la stipula dei Patti Lateranensi, Benito Mussolini concesse al nascente Stato della Città del Vaticano il possesso del Palazzo Pontificio con le attigue ville, per un totale di quarantaquattro ettari. Area che appartiene, però, allo Stato italiano, con la servitù dell'extraterritorialità.
Nel 1933 all'interno del Palazzo Pontificio venne installato l'Osservatorio Astronomico Pontificio, spostato dal Vaticano per via della troppa luce artificiale di Roma. Nel gennaio 2008 è stato annunciato che, in seguito al peggioramento della visibilità anche nei Castelli Romani, l'Osservatorio sarà spostato negli Stati Uniti d'America.
Durante la seconda guerra mondiale Il 22 gennaio 1944 gli anglo-americani effettuarono lo sbarco ad Anzio portando i Castelli Romani in prima linea negli scontri. Il 1º febbraio vennero bombardate Ariccia ed Albano Laziale, con la distruzione del locale convento delle clarisse posto ai margini della tenuta pontificia ed il bilancio di 16 religiose uccise; il 2 febbraio venne colpita Marino con varie centinaia di vittime; infine il 10 febbraio i bombardamenti anglo-americani colpirono nel territorio castellano il Collegio di Propaganda Fide causando 500 vittime civili. (Vedi Bombardamento di Propaganda Fide) Infatti nell'area extra-territoriale delle ville pontificie di Castel Gandolfo si rifugiarono durante tutto il periodo bellico circa 12.000 bisognosi e vi nacquero circa quaranta bambini. (Vedi Castelli Romani durante la seconda guerra mondiale)
Il 19 settembre 1994 l'allora Presidente della Repubblica Italiana Oscar Luigi Scalfaro concesse al Comune di Castel Gandolfo il titolo di Città.

### Simboli

Lo stemma della Città di Castel Gandolfo.

Lo stemma, il gonfalone e la bandiera sono così descritti nel D.P.R. di concessione del 27 novembre 2009:
Stemma
Gonfalone
Bandiera
Precedentemente lo stemma veniva descritto come uno scudo incoronato con in campo Castello su specchio d'acqua sormontato da angelo con stendardo e con sottostanti i cinque cerchi olimpici, mentre il gonfalone era una bandiera bianco-azzurro con al centro riprodotto lo stemma del Comune.
È inoltre previsto anche il sigillo del comune la cui descrizione è:

### Ricorrenze
- Prima domenica di settembre; si ricorda lo scampato contagio dal colera, secondo quanto accordato da papa Pio VII e sancito nello Statuto Comunale: lo stesso giorno si tiene anche la festa patronale di san Sebastiano, nonostante questa sia effettivamente il 20 gennaio.
- 10 febbraio; si ricorda il bombardamento anglo-americano sul Collegio di Propaganda Fide, avvenuto il 10 febbraio 1944 causando alcune centinaia di vittime civili, rifugiatesi all'interno del complesso neutrale delle Ville Pontificie per scampare ai bombardamenti.[34]

## Monumenti e luoghi d'interesse

### Architetture religiose

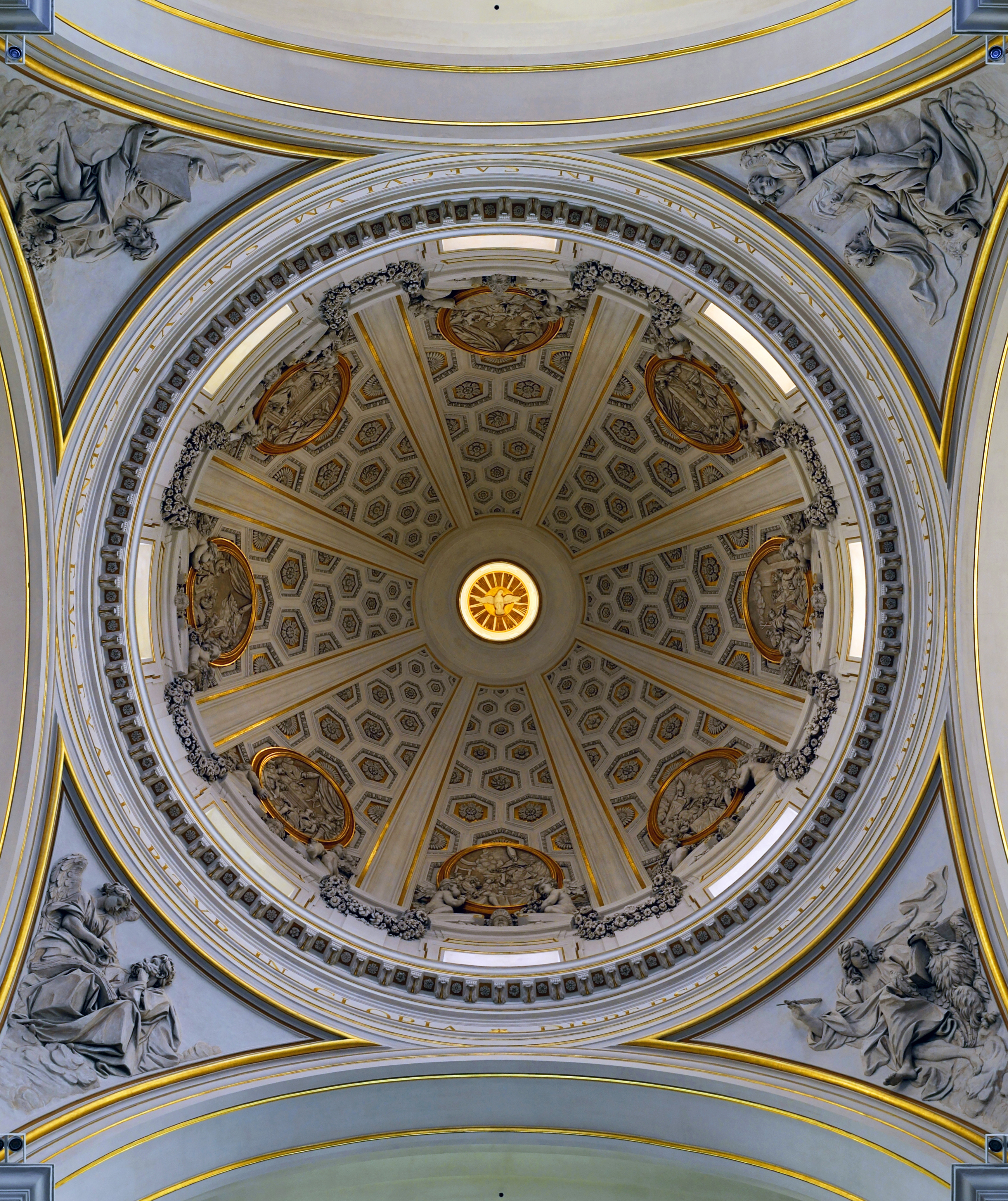
L'interno della cupola della collegiata di San Tommaso da Villanova.

- Collegiata pontificia di San Tommaso da Villanova; edificata al posto dell'antica chiesa Parrocchiale di San Nicola, venne iniziata a costruire nel 1658 per interessamento di papa Alessandro VII, su progetto dell'architetto Gian Lorenzo Bernini. I lavori terminarono nel 1661.
- Chiesa della Madonna del Lago; voluta personalmente da papa Paolo VI, venne consacrata dallo stesso Papa nel 1977 sulle rive del Lago Albano.
- Chiesa di Santa Maria Assunta[35]; la sua costruzione venne iniziata nel 1619 con la consacrazione della prima pietra da parte di papa Paolo V. Originariamente vi erano installati i PP. Francescani Riformati, in seguito però vi è stata una sede della Congregazione di Propaganda Fide, tragicamente bombardata dagli anglo-americani il 10 febbraio 1944.
- Chiesa di Santa Maria Ausiliatrice; di costruzione moderna, sorge nel popoloso quartiere di Borgo San Paolo, verso la Strada statale 7 Via Appia. Annesso alla chiesa vi è la sala-teatro "Ugo Bazzi"'.
- Chiesa di San Sebastiano; dedicata al santo patrono della città e situata sulla Strada statale 7 Via Appia, al chilometro 23, è la chiesa adiacente al cimitero comunale.
- Chiesa di Santa Maria della Cona.

### Architetture civili

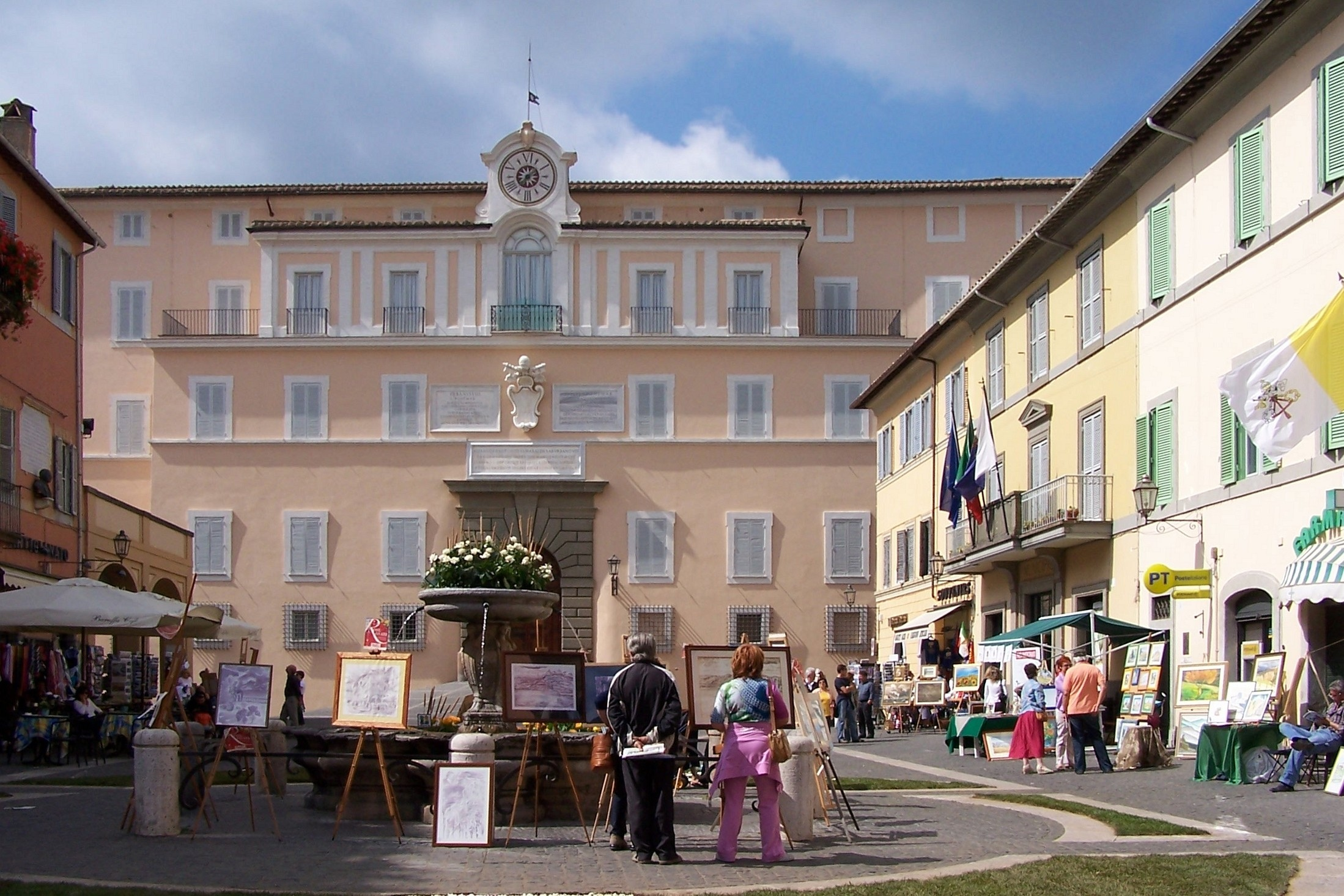
La facciata del Palazzo Pontificio.

- Palazzo Pontificio; edificato a partire dal 1628 su iniziativa di papa Urbano VIII e progetto di Carlo Maderno sulla preesistente struttura dell'antico Castrum Gandulphorum, il castello feudale che era stato dei Gandolfi e dei Savelli. L'attuale aspetto gli venne conferito nel 1660 al tempo di papa Alessandro VII. Gli ultimi lavori risalgono al 1930, dopo i Patti Lateranensi. Al suo interno è notevole la Cappella Privata, che ospita un'immagine della Madonna del Santuario di Częstochowa.
- Ville Pontificie; la proprietà pontificia, che gode dell'extra-territorialità ed è possesso della Santa Sede, è composta in realtà da tre parti storicamente ben distinte:
  - Giardini Pontifici o "del Moro"; costituiscono il nucleo storico originario della Villa Pontificia, poiché furono organizzati al tempo della primitiva residenza di papa Urbano VIII sul retro del Palazzo Pontificio, sul sito dell'antica villa del cardinal Visconti.
  - Villa Cybo; edificata dal cardinal Camillo Cybo, venne annessa al complesso delle Ville Pontificie al tempo di papa Clemente XIV che l'acquistò nel 1774 dal proprietario dell'epoca, il duca di Modena, per la somma di 80.000 scudi.
  - Villa Barberini; costruita dal nipote di papa Urbano VIII, Maffeo Barberini, è stata inglobata nel complesso extra-territoriale delle Ville Pontificie solo nel 1929. Tradizionalmente a disposizione del Cardinale Segretario di Stato, è oggi la residenza estiva di papa Leone XIV. Nell'ambito dei suoi estesi giardini all'italiana è ubicata, come di seguito precisato, buona parte degli esistenti resti del complesso costruito dall'imperatore romano Domiziano;
- Palazzo Cybo; edificato plausibilmente assieme all'omonima villa dal cardinal Cybo, attualmente ne è separato dalla Strada statale 216 Maremmana III. È un bel palazzotto con prospetto su strada, dal notevole portale marmoreo sorretto da sei colonnine.
- Villa Santa Caterina; precedentemente di proprietà del Pontificio Collegio Nordamericano, sotto le costruzioni di questa imponente villa situata in località Ercolano sono stati rinvenuti i famosi ruderi romani della villa attribuita a Publio Clodio Pulcro. Ora è sede del centro convegni dell'associazione Castel Romano[36].
- Villa Torlonia; edificata nel XVI secolo dalla famiglia romana dei Giustiniani, passò quindi in proprietà del duca di Bracciano Giuseppe Torlonia. L'attuale aspetto è dovuto ai restauri del 1829, finanziati dal duca Carlo Torlonia. La villa gode di un ampio panorama sull'Agro Romano.
- Villa Chigi; costruita dal cardinal Flavio Chigi, nipote di papa Alessandro VII, nel cratere prosciugato del laghetto di Turno presso Pavona, oggi è la sede di un circolo di golf.

### Siti archeologici

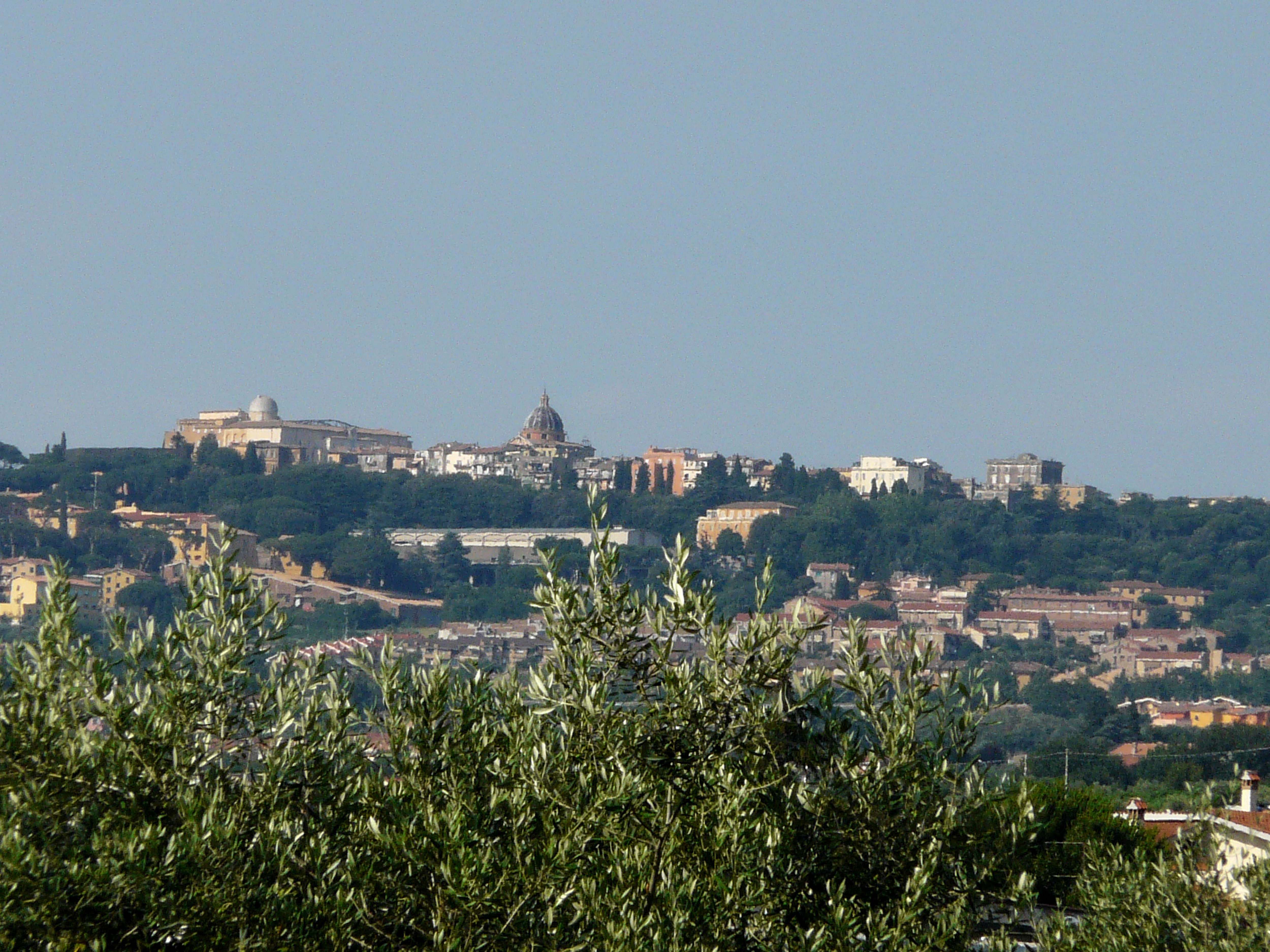
Panorama di Castel Gandolfo da Cancelliera (Albano Laziale).

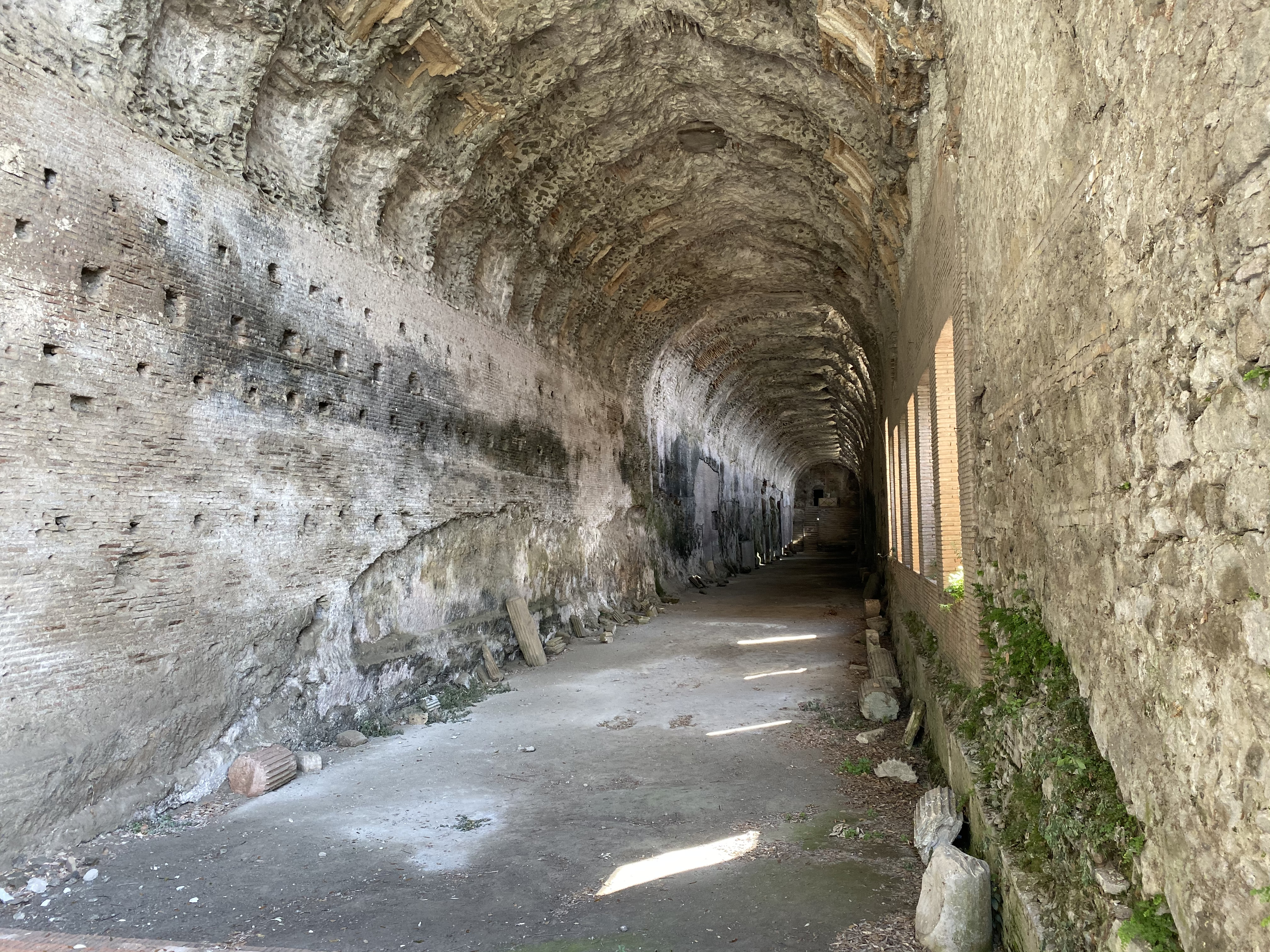
Una veduta dei resti del criptoportico della villa albana di Domiziano, oggi all’interno del complesso delle Ville Pontificie (novembre 2019).

- Villa di Publio Clodio Pulcro; si tratta dei resti di una villa romana di età repubblicana situata al XIV miglio della via Appia, chilometro 23 della Strada statale 7 Via Appia, all'interno di Villa Santa Caterina, di proprietà del Pontificio Collegio nordamericano. Viene identificato, forse a torto, con la villa del tribuno Publio Clodio Pulcro, situata secondo quanto afferma Marco Tullio Cicerone nell'area dell'antica Alba Longa. In prossimità di questa sua villa Clodio venne ucciso dai sicari dell'avversario politico Tito Annio Milone, nell'agosto del 54 a.C. Della villa resta il diverticolo lastricato d'accesso, parte del portico in peperino, e tutto il corpo nord-ovest, datato al II secolo a.C. L'intera costruzione è in blocchetti di tufo a piccoli scapoli, tecnica costruttiva tipica dell'età repubblicana.
- Villa albana di Domiziano; si tratta dei resti monumentali della villa romana di età imperiale fatta edificare da Tito Flavio Domiziano (81-96), collocati in massima parte all'interno di Villa Barberini, nell'area extra-territoriale delle Ville Pontificie. La villa consisteva in un enorme complesso che si sviluppava su tre terrazzamenti lunghi circa 500 metri ciascuno. Il quartiere residenziale, di proporzioni enormi e scarsamente conservato, si articolava attorno a tre cortili, ed era circondato da alcuni ninfei che affacciavano sul Viale dei Ninfei, da un criptoportico, da un teatro e da un circo. Il teatro, parzialmente conservato, era del diametro di 50 metri e ornato da sculture marmoree. Molte parti della villa che oggi sono visibili vennero messe in luce nel 1929 con i lavori di risistemazioni della Ville voluti da papa Pio XI a seguito dei Patti Lateranensi. Presso il circo della villa si tenevano faraoniche venationes, giochi di caccia, e anche feste in onore di Demetra. Si discute se parte delle strutture della villa fosse anche il ninfeo romano oggi santuario di Santa Maria della Rotonda nel centro di Albano Laziale. Sicuramente, l'approvvigionamento idrico del complesso era fornito da due acquedotti provenienti da Palazzolo in comune di Rocca di Papa e Malafitto in comune di Ariccia, che affluivano in tre monumentali cisterne, di cui la più grande delle dimensioni di 57.70x10.95 metri.
- Ninfeo dorico; si conserva sulle rive del Lago Albano, e risale al I secolo a.C., tanto che non si esclude possa aver fatto parte delle strutture della Villa di Clodio. Scavato nella roccia, è un ambiente rettangolare con volta a botte e due file di nicchie su due piani: al primo piano undici, al secondo sette. Nel ninfeo giungeva l'acqua attraverso una canalizzazione scavata nella roccia soprastante.
- Ninfeo del Bergantino o dei Bagni di Diana; sulle rive occidentali del Lago Albano, due chilometri dopo il ninfeo dorico, questa struttura, originariamente annessa alla villa di Domiziano, si apre in una grotta circolare di 17 metri di diametro. Al centro della grotta c'è una vasca, e il pavimento era completamente rivestito a mosaici, di cui restano pochi frammenti. Sono state trovate nel ninfeo, che si proponeva come una copia della grotta-ninfeo di Tiberio a Sperlonga, varie parti di gruppi scultorei, ora conservati presso il Palazzo Pontificio di Castel Gandolfo.
- Emissario del lago Albano; condotto artificiale di deflusso delle acque lungo 1800 metri che si origina dalla costa occidentale del lago Albano e sfocia poi in località Mole di Castel Gandolfo. Venne edificato secondo la tradizione nel 396 a.C. per sciogliere una profezia riguardo alla conquista di Veio.
- Villaggio delle Macine
- Necropoli del Pascolare

### Aree naturali
Il comune di Castel Gandolfo è incluso nel perimetro del parco regionale dei Castelli Romani; le principali aree boschive che rientrano nella sua competenza sono quelle delle coste del lago Albano, le cosiddette "pentime", che annualmente rischiano incendi estivi piuttosto gravi.
La principale area verde del comune di Castel Gandolfo è rappresentata dal complesso delle Ville Pontificie, zona extraterritoriale della Santa Sede.

## Società

### Evoluzione demografica
| Evoluzione storica della popolazione |      |
| 1982                                 | 6122 |
| 1985                                 | 6365 |
| 1990                                 | 6629 |
| 1995                                 | 7220 |
| 2000                                 | 7979 |
| 2001                                 | 7930 |
| 2002                                 | 7925 |
| 2003                                 | 8108 |
| 2004                                 | 8539 |
| 2005                                 | 8592 |
| 2006                                 | 8643 |
| 2007                                 | 8619 |

Abitanti censiti

### Etnie e minoranze straniere
La presenza di popolazione straniera residente a Castel Gandolfo è un fenomeno abbastanza recente e di proporzioni relativamente ridotte rispetto ai comuni vicini, anche viste le dimensioni meno estese della cittadina.
La percentuale di popolazione straniera nel territorio castellano è corrispondente al 4.9% della popolazione totale, a fronte del 6.2% del comune di Roma, del 5.2% della media della regione Lazio e del 4.1% della media della città metropolitana di Roma. Le nazionalità più rappresentate sono:
1. Romania, 162
2. Polonia, 34
3. Albania, 29
4. Marocco, 21

### Lingue e dialetti
Accanto alla lingua italiana, coesiste una parlata dialettale locale chiamata dialetto castellano. Il dialetto castellano è affine ai circostanti dialetti dei Castelli Romani, come il dialetto marinese, il dialetto rocchigiano e il dialetto albanense. Tuttavia, le generazioni più giovani stanno lentamente imparando a parlare comunemente il dialetto romanesco, di più ampia diffusione.

### Religione
Castel Gandolfo, che nell'amministrazione ecclesiastica della Chiesa cattolica dipende dalla Sede suburbicaria di Albano e il cui territorio è interamente incluso nella Vicaria di Albano Laziale, ha tuttavia una grande importanza in quanto residenza estiva del Papa. Papa Giovanni Paolo II definì il Palazzo Pontificio Vaticano Due; ma già papa Paolo VI per l'Anno Santo 1975 aveva fatto costruire un'aula per le udienze dentro l'area extra-territoriale di Villa Cybo, per poter ospitare le udienze del mercoledì più decorosamente senza che il Papa dovesse tornare a Roma.
Gli istituti religiosi cattolici presenti nel territorio castellano sono:
- Istituto Religioso Femminile Domenicane di San Sisto
- Istituto Religioso Femminile Figlie di Maria Immacolata
- Istituto Religioso Maschile Fratelli dell'Istruzione Cristiana di Ploërmel
- Istituto Religioso Femminile "Regina degli Apostoli"
- Istituto Religioso Femminile Maestre Pie Filippini
- Istituto Religioso Femminile Missionarie di Gesù Lavoratore
- Istituto Religioso Femminile Oblate della Madonna del Rosario
- Istituto Religioso Femminile Oblate Ospitaliere Francescane
- Istituto Religioso Femminile "Piccola Opera Mater Dei"
- Istituto Religioso Maschile Società Salesiana di San Giovanni Bosco
- Istituto Secolare Femminile Signorine Operaie Parrocchiali
- Istituto Religioso Femminile Suore della Presentazione di Maria
- Istituto Religioso Femminile Suore della Provvidenza di Portieux
- Istituto Religioso Femminile Suore di Nostra Signora del Rifugio in Monte Calvario
- Istituto Religioso Femminile Suore di Santa Marta
- Istituto Religioso Femminile Suore Missionarie Catechiste di Santa Teresa del Bambino Gesù

### Tradizioni e folclore
La festa del Santo Patrono, S. Sebastiano, si celebra nel primo fine settimana di settembre, sebbene la festa di questo santo sia segnata sul calendario in data 20 gennaio.
Il borgo San Paolo festeggia Santa Maria Ausiliatrice l'ultima domenica di maggio.

## Cultura

### Istruzione

#### Biblioteche
A Pavona, nella parte spettante al comune di Albano Laziale, ma in prossimità alla zona castellana, dal 1976 è operativa la Biblioteca Comunale locale, ricca di circa 8000 volumi e supporti multimediali.

#### Ricerca

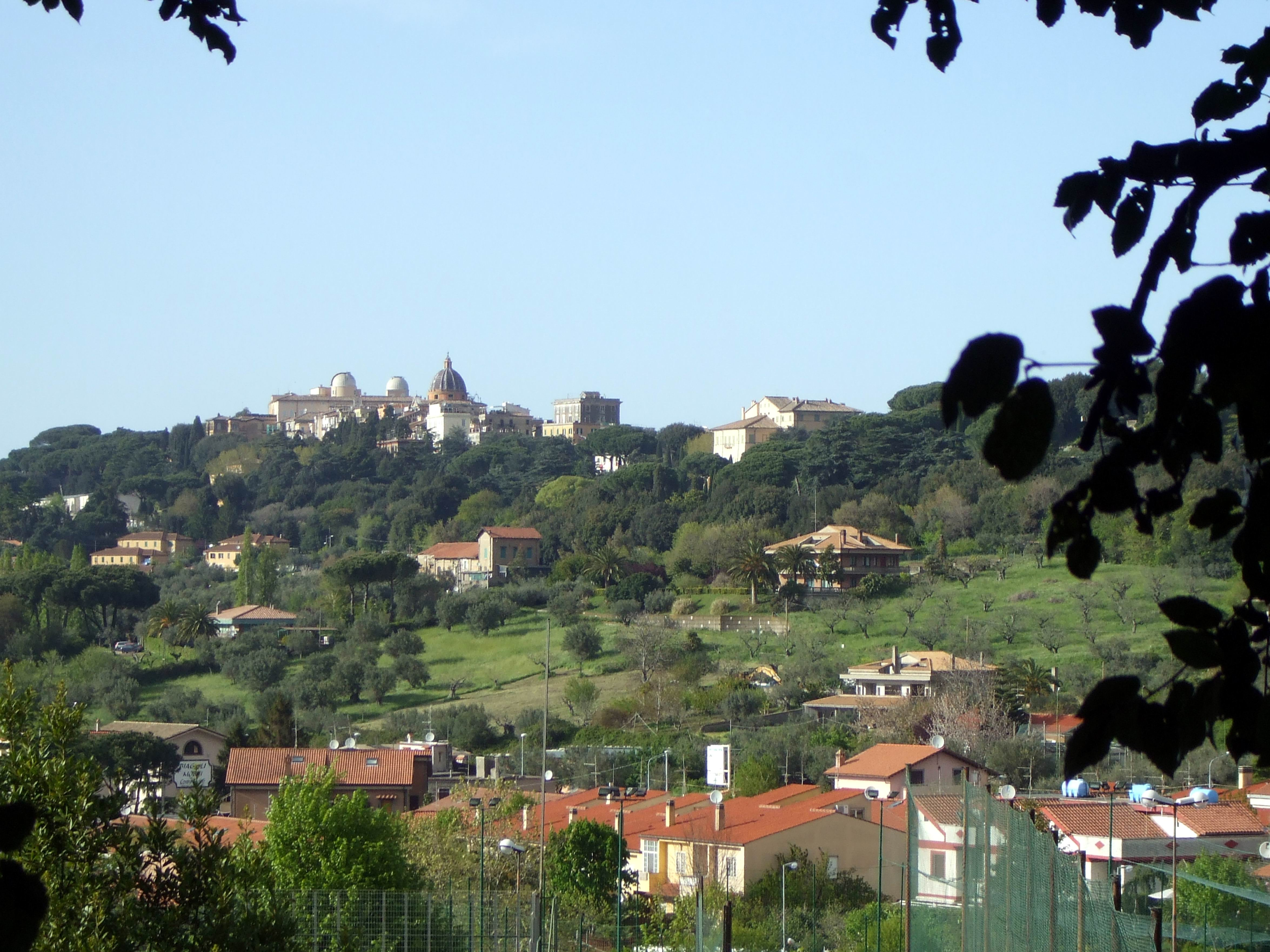
Panorama del palazzo Pontificio da Villa Doria in Albano Laziale.

Dal 1935 all'interno del Palazzo Pontificio è stata spostata la Specola Vaticana, l'osservatorio astronomico del Vaticano. Fondato nel 1891 da papa Leone XIII con sede nei Giardini Vaticani, venne cambiato di locazione a causa della crescente difficoltà ad avere una buona visibilità nel cielo di Roma, inquinato da un numero sempre maggiore di luci artificiali. Da Castel Gandolfo gli scienziati della Specola ottennero sostanziosi risultati: nel 1946 il gesuita di origini olandesi Mattieu Timmers (1907-1954) scoprì una cometa che porta oggi il suo nome; nel 1955 anche la Specola collaborò alla redazione della Carta del Cielo. Dal 1993 la Specola ha aperto una succursale negli Stati Uniti d'America, sul Monte Graham in Arizona (3200 m s.l.m.): questo osservatorio, operativo dal 1995, ospita per dieci mesi l'anno i dieci gesuiti astronomi, che per i restanti due mesi dell'anno soggiornano a Castel Gandolfo.

#### Musei
- Palazzo Pontificio, tradizionalmente residenza estiva dei papi, dal 2016 è a tutti gli effetti un museo.
- Archivio storico Eni, che tra l'altro conserva carte appartenute a Enrico Mattei.[51]

#### Scuole
Castel Gandolfo non ospita sul proprio territorio scuole secondarie di secondo grado, tuttavia all'interno del territorio comunale sorgono un asilo privato, una Scuola Materna Comunale e la rinomata Scuola Pontificia Paolo VI, scuola primaria. Vi sono infine la Scuola Media Statale "Dante Alighieri" ed altri istituti religiosi che si occupano dell'educazione primaria.

### Media

#### Stampa
Oltre ai giornali nazionali, dei quali Il Messaggero nell'edizione romana concede maggiore spazio alle notizie di cronaca locali, numerosi giornali locali sono pubblicati anche a Castel Gandolfo e nell'intero comprensorio dei Castelli Romani. Il più quotato è il quotidiano a pagamento Nuovo Oggi Castelli, ma sono diffusi anche i giornali gratuiti Cinque Giorni, Controluce, La voce, Punto a capo.
Castel Gandolfo, in occasione delle periodiche visite pontificie, è oggetto dell'attenzione dei quotidiani nazionali e di molti quotidiani internazionali, che inviano reporter e giornalisti nella cittadina.
A Castel Gandolfo, e nei comuni di Marino, Ciampino, Albano Laziale, Frascati e Grottaferrata è pubblicato il mensile Giorno per giorno.

#### Televisione
Vatican Media e la Rai riprendono, durante la presenza del Papa a Castel Gandolfo, l'Angelus domenicale pronunciato da Piazza della Libertà, antistante al Palazzo Pontificio, le cui immagini sono poi riproposte su tutti i principali telegiornali nazionali e internazionali.
La copertura televisiva, sia in analogico che in digitale, è garantita molto bene dalle antenne installate sulla vetta di Monte Cavo, in territorio di Rocca di Papa, e a Monte Mario, a Roma.

#### Videogiochi
Castel Gandolfo viene utilizzato come scenario del multiplayer online di Assassin's Creed: Brotherhood.

### Arte

#### Letteratura

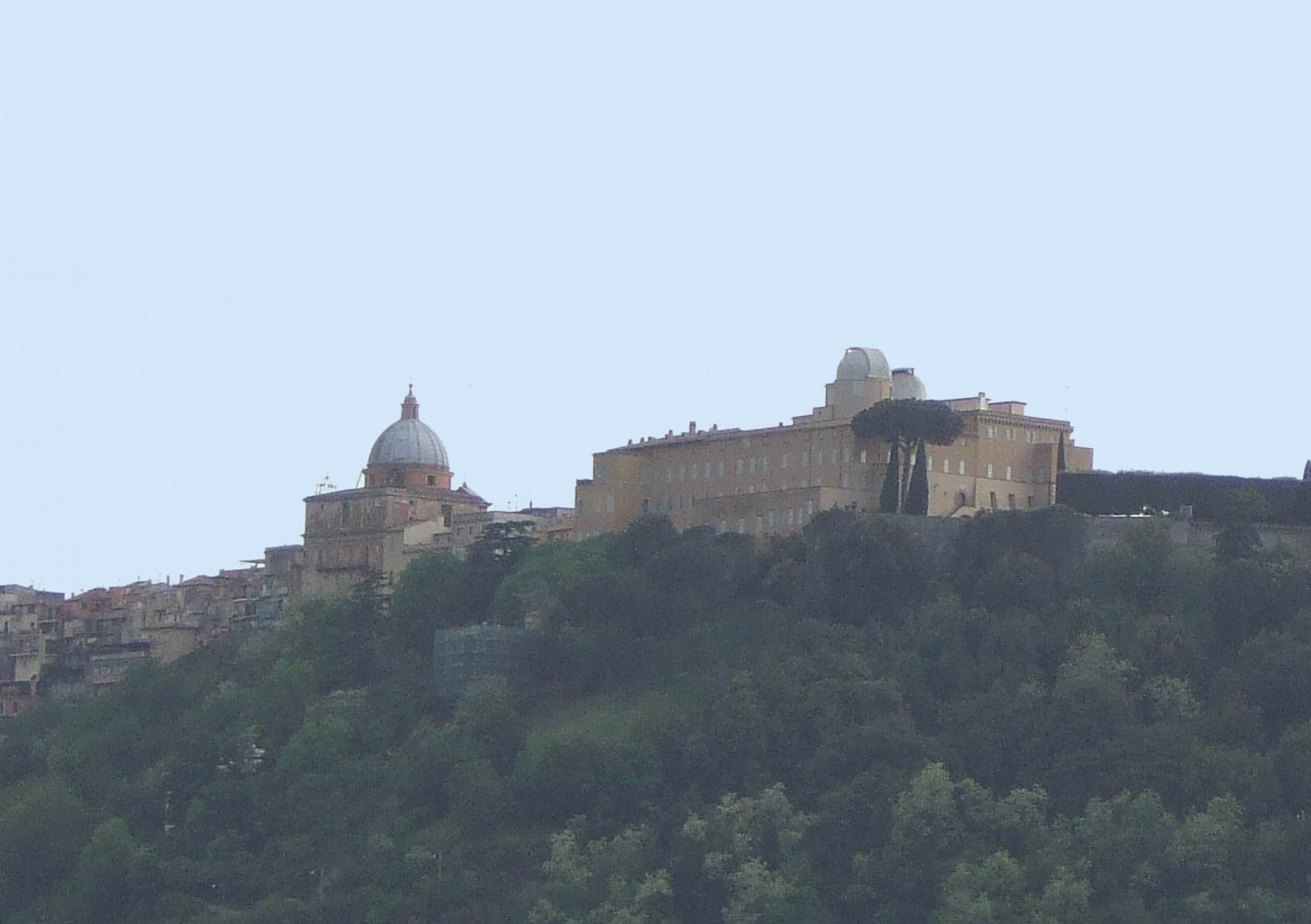
Il Palazzo Pontificio di Castel Gandolfo con la cupola della Collegiata e quella della Specola Vaticana

Castel Gandolfo è stato scenario di diverse opere di letteratura italiana e straniera:
- Luigi Pirandello, L'illustre estinto, in Novelle per un anno (1917); tratta la vicenda di un ministro che muore durante la sua villeggiatura in un villino a Castel Gandolfo e immagina le scene di cordoglio che si svolgeranno attorno alla sua salma;
- Carlo Emilio Gadda, Quer pasticciaccio brutto de via Merulana (1958); in alcune parti del romanzo l'autore da un quadro desolante della miseria che regnava all'epoca nelle campagne attorno a Pavona, patria di ragazze avviate alla prostituzione a Roma o al lavoro nero;
- Dan Brown, Il codice Da Vinci; una scena, l'incontro tra cardinali, è ambientata nel Palazzo Pontificio di Castel Gandolfo;

Inoltre, numerose opere monografiche o di carattere enciclopedico hanno trattato della storia e dei monumenti di Castel Gandolfo, che ha una sua propria particolare importanza storica e monumentale all'interno del Lazio.

### Teatro
Castel Gandolfo ha una consolidata tradizione teatrale, testimoniata dalla Sala Teatro "Ugo Bazzi", struttura teatrale di recente restaurata, annessa alla chiesa di Santa Maria Ausiliatrice. Vi si svolgono soprattutto spettacoli tenuti da compagnie locali.
Inoltre, il primo marzo 2008 è stato inaugurato il teatro "Salapetrolini" in Via Prati.
Su Corso della Repubblica c'è la Sala Toni Ucci, definita come "Il teatro più piccolo d'Italia". La “sala” è una ex cantina di Castel Gandolfo adattata a palcoscenico. Offre soli 30 posti per il pubblico.

### Cinema
Tra i film girati a Castel Gandolfo si citano:
- Le notti di Cabiria (1957) di Federico Fellini, in cui la struggente scena finale è girata sulle rive del Lago Albano;
- ...A tutte le auto della polizia... (1975) di Mario Caiano, girato in una scena sul Lago Albano;
- Massacre (film 1989), di Andrea Bianchi.
- H2Odio (2006) di Alex Infascelli.

### Eventi

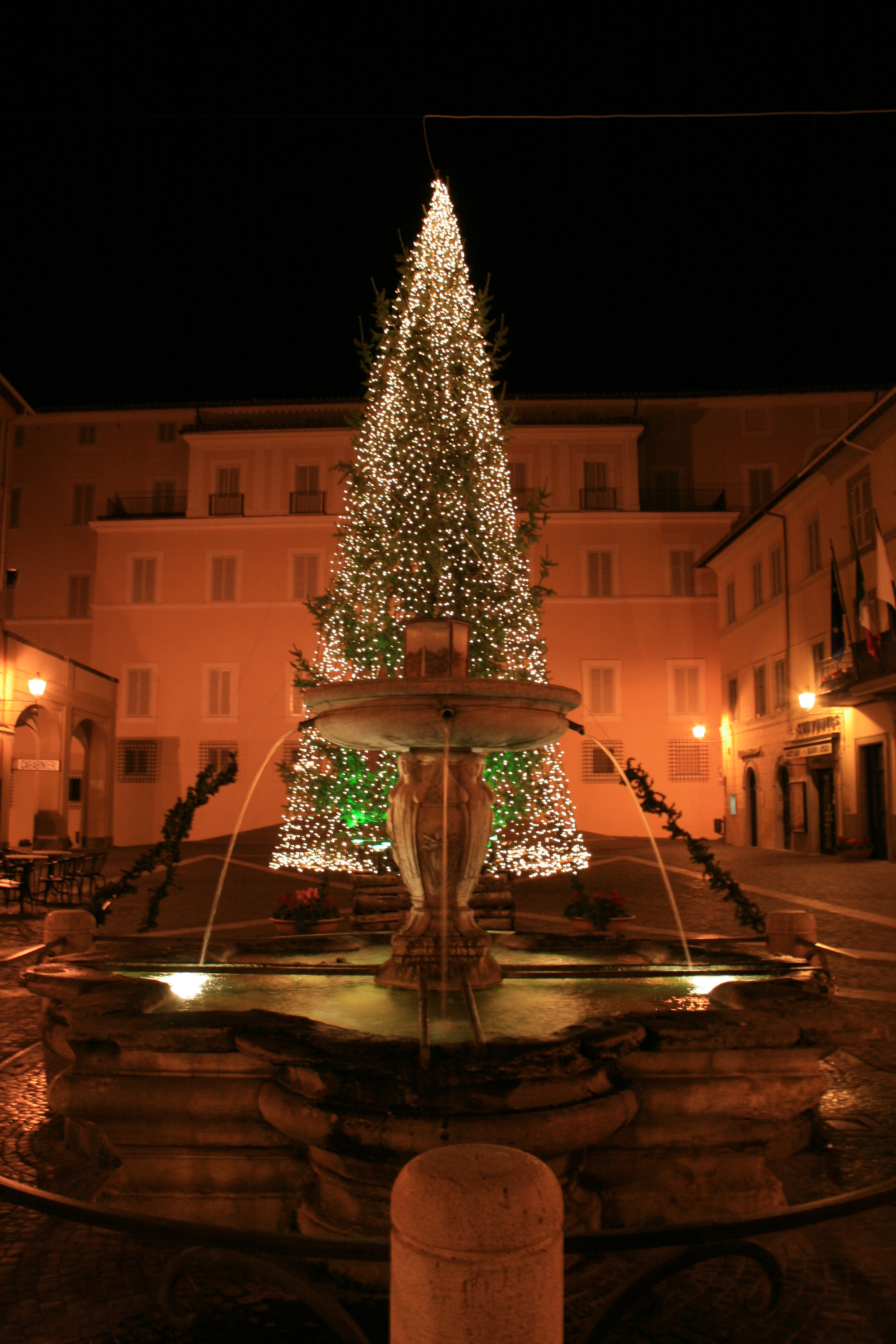
Natale 2006 in piazza della Libertà.

- Marcia della Pace; istituita da Statuto Comunale nel mese di gennaio di ogni anno.[56]
- Premio "Città di Castel Gandolfo"; consiste in un premio a personalità, enti o associazioni che nel corso di ogni anno abbiano fatto derivare alla Città prestigio, lustro e migliore qualità di vita ovvero si siano distinte in qualsivoglia branca della cultura, dello sport, dello scibile umano'.[57]
- Castel Gandolfo Fotografia; concorso fotografico istituito nel 2007 dall'omonima associazione e dal Comune.[senza fonte]

## Geografia antropica

### Urbanistica

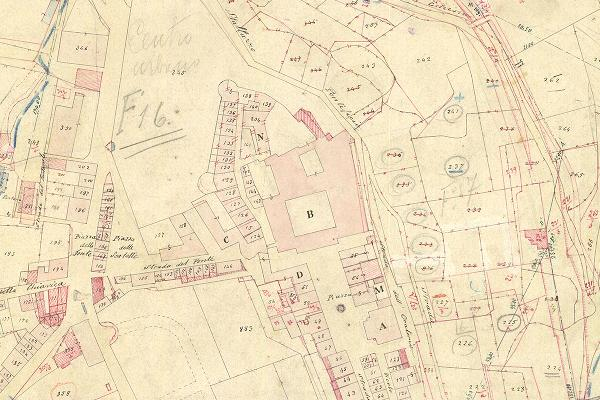
Il Palazzo Pontificio e la Collegiata nel Cessato Catasto Rustico (1870).

Il nucleo originario dell'abitato è rappresentato dal Palazzo Pontificio, che era l'antico Castrum Gandulphorum, la rocca della famiglia Gandolfi, e dalla collegiata di San Tommaso da Villanova, che occupa l'area dell'antica Parrocchiale di San Michele. Questo nucleo è oggi occupato da piazza della Libertà, vero cuore pulsante del centro storico.
La principale arteria del centro storico è Corso della Repubblica, che continua verso Albano Laziale attraverso la Galleria di Sopra. Parallelamente al questa strada, si aprono altre vie, tra cui le panoramiche via del Palazzo Pontificio e via della Saponara, con affaccio sul Lago Albano.
La nuova espansione di Castel Gandolfo è iniziata a partire dagli inizi del XX secolo prima a ridosso della Strada statale 216 Maremmana III, poi con la nascita del Borgo San Paolo poco più a valle, con l'opera di varie cooperative che hanno urbanizzato tutta quell'area fino alla Strada statale 7 Via Appia.
L'urbanizzazione di Pavona nella parte castellana è pure recente e segue le direttrici della Strada statale 207 Nettunense e della Strada Provinciale 101/a Via Colonnelle.

### Frazioni
(Statuto del Comune di Castel Gandolfo, articolo 6 comma 1, 28 febbraio 2001Statuto del Comune di Castel Gandolfo.)

#### Pavona

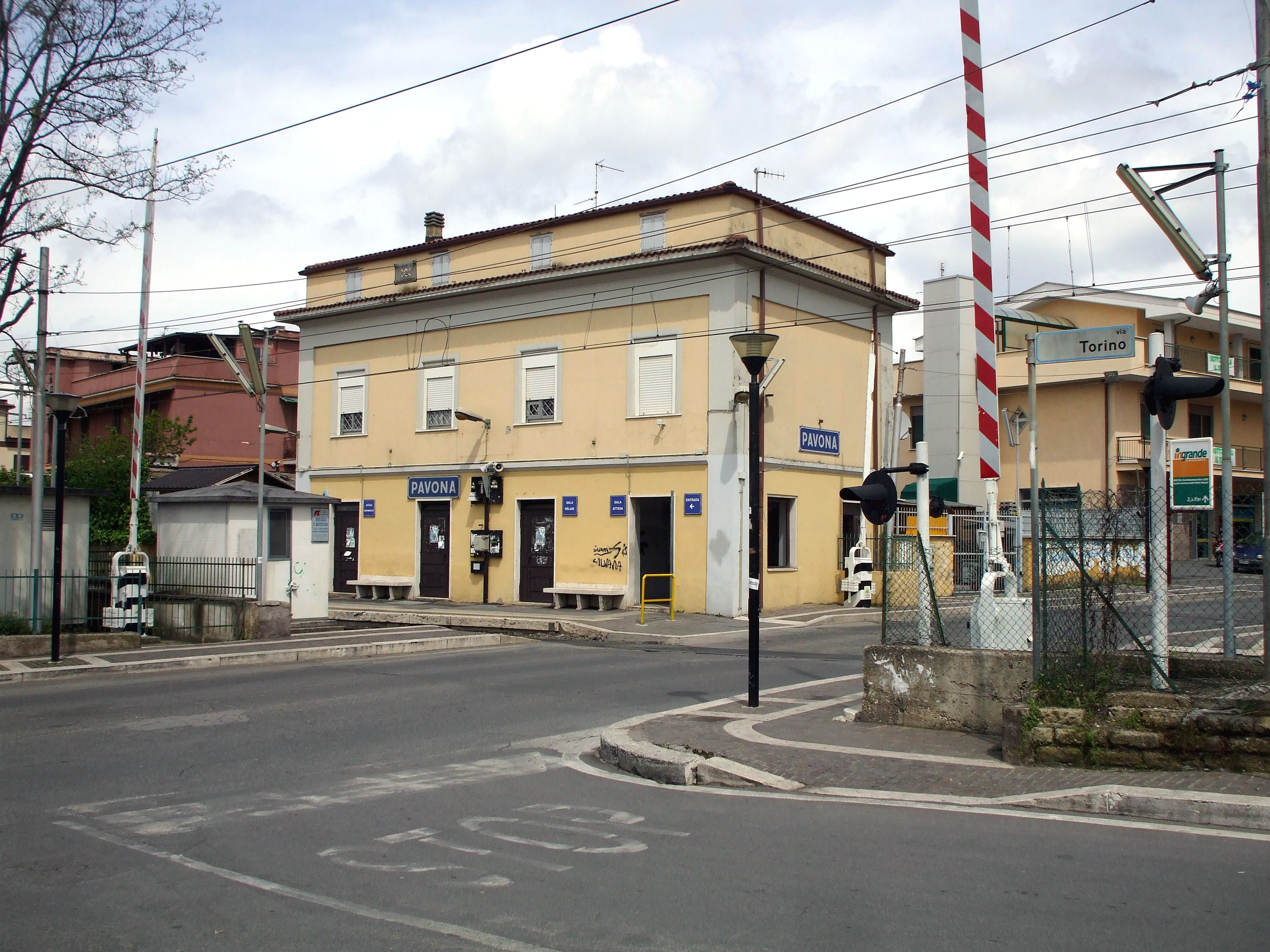
La stazione ferroviaria di Pavona sulla ferrovia Roma-Velletri.

Pavona nacque attorno ad un'osteria sulla via Nettunense ed alla villa del cardinal Flavio Chigi (1631-1693), nipote di papa Alessandro VII, situata sul cratere del proiscugato Laghetto di Turno. La località si è urbanizzata nel corso del XX secolo, grazie all'apertura della ferrovia Roma-Velletri, ed oggi è divisa tra i comuni di Castel Gandolfo, Albano Laziale e Roma. La parte castellana, nota come Pavona Laghetto per via del sunnominato Laghetto di Turno, conta circa 3 000 abitanti ed ha come santo patrono Sant'Eugenio III di Toledo.

#### Mole di Castel Gandolfo
Le Mole di Castel Gandolfo, divise in parte con il comune di Albano Laziale, devono il loro nome alla presenza nel luogo di antiche mole alimentate dalle acque dell'emissario del Lago Albano, che venivano utilizzate fino al XIX secolo dagli abitanti di Castel Gandolfo ed Albano per molire il grano.

## Economia

### Agricoltura
In tutti i comuni dei Colli Albani, l'agricoltura, e segnatamente la vitivinicoltura, ha rappresentato da sempre la principale voce economica e occupazionale. In zona si producono vini rinomati come il Frascati DOC, il Marino DOC, il Velletri DOC e il Colli Lanuvini DOC.
Il territorio di Castel Gandolfo, piuttosto ristretto, si trova geograficamente tra l'area di produzione del Marino e quella del Colli Albani IGT e del Colli Lanuvini. La produzione di vino, tramontata ormai l'epoca dei piccoli coltivatori è gestita da cantine sociali di grande dimensione e fatturato, come appunto la Cantina Sociale Gotto d'Oro di Marino e Frascati, che ha sede nella vicina località di Castelluccia, e la Cantina Sociale Fontana di Papa di Albano Laziale ed Ariccia, che ha sede nell'altrettanto vicina località di Fontana di Papa.

### Servizi
Da Statuto Comunale sono vietate installazioni di impianti e sistemi fissi di telecomunicazione e radiovisivi, e segnatamente impianti per emittenti radiofoniche, televisive e di telefonia mobile, e impianti per radioamatori. A questo divieto si sottraggono impianti militari, di protezione civile o di tutela boschiva.
La maggior parte dei servizi, come l'ospedale o i cinema, hanno sede fuori città, in centri di dimensioni più grandi come Marino, Frascati, Albano Laziale e Genzano di Roma. Tuttavia, tutti questi centri sono raggiungibili facilmente in auto o con i mezzi pubblici. In compenso, la città è commercialmente molto animata, grazie anche alla continua affluenza di turisti italiani e stranieri legati alla presenza del Palazzo Pontificio e, in determinati periodi, del papa.

### Turismo

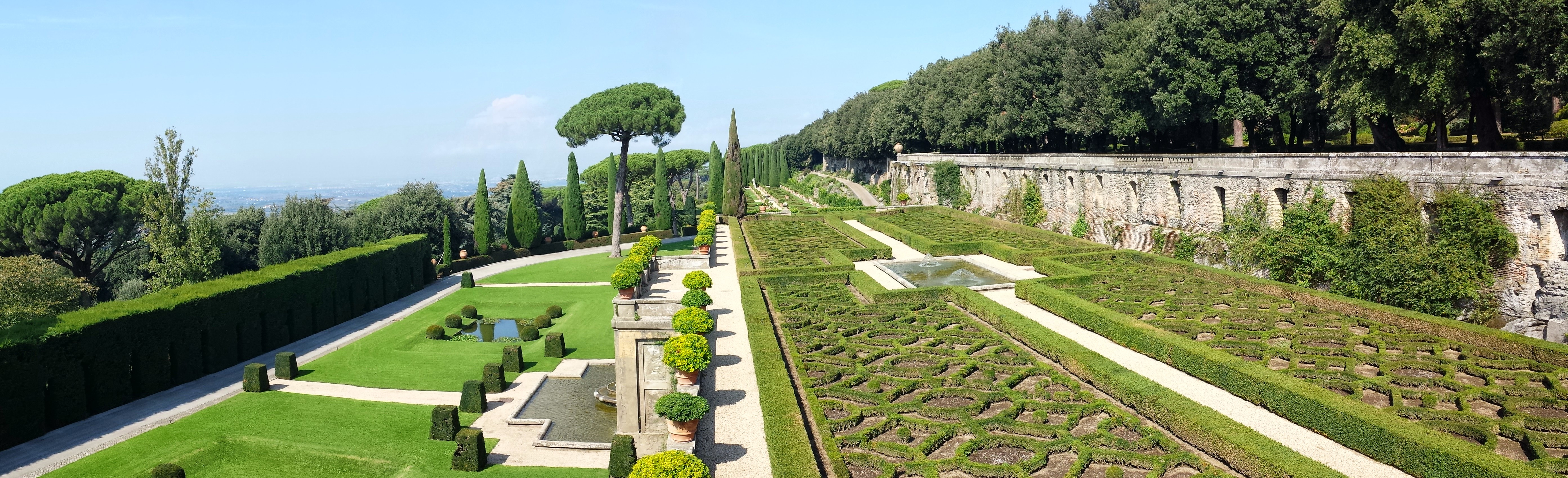
Giardini del Belvedere - Giardino degli Specchi di Villa Barberini

Castel Gandolfo beneficia molto del turismo: abitualmente gruppi di turisti italiani e stranieri arrivano nei parcheggi turistici costruiti all'uopo e visitano il piccolo centro storico. Soprattutto in occasione dell'Angelus o delle celebrazioni del papa, durante il periodo di soggiorno castellano, tanti pellegrini stranieri giungono in città.
L'attrattiva turistica è rilevante anche per via della possibilità di visita dei giardini della residenza papale sia a piedi che a bordo di mezzi ecologici. Anche il Palazzo Pontificio dal 2016 è stato aperto al pubblico ed è visitabile sia l'appartamento privato del pontefice che la galleria dei ritratti dei pontefici. Le visite sono organizzate dai Musei Vaticani.
Castel Gandolfo è stata inclusa tra I borghi più belli d'Italia dall'ANCI.

## Infrastrutture e trasporti

### Strade
Strade statali

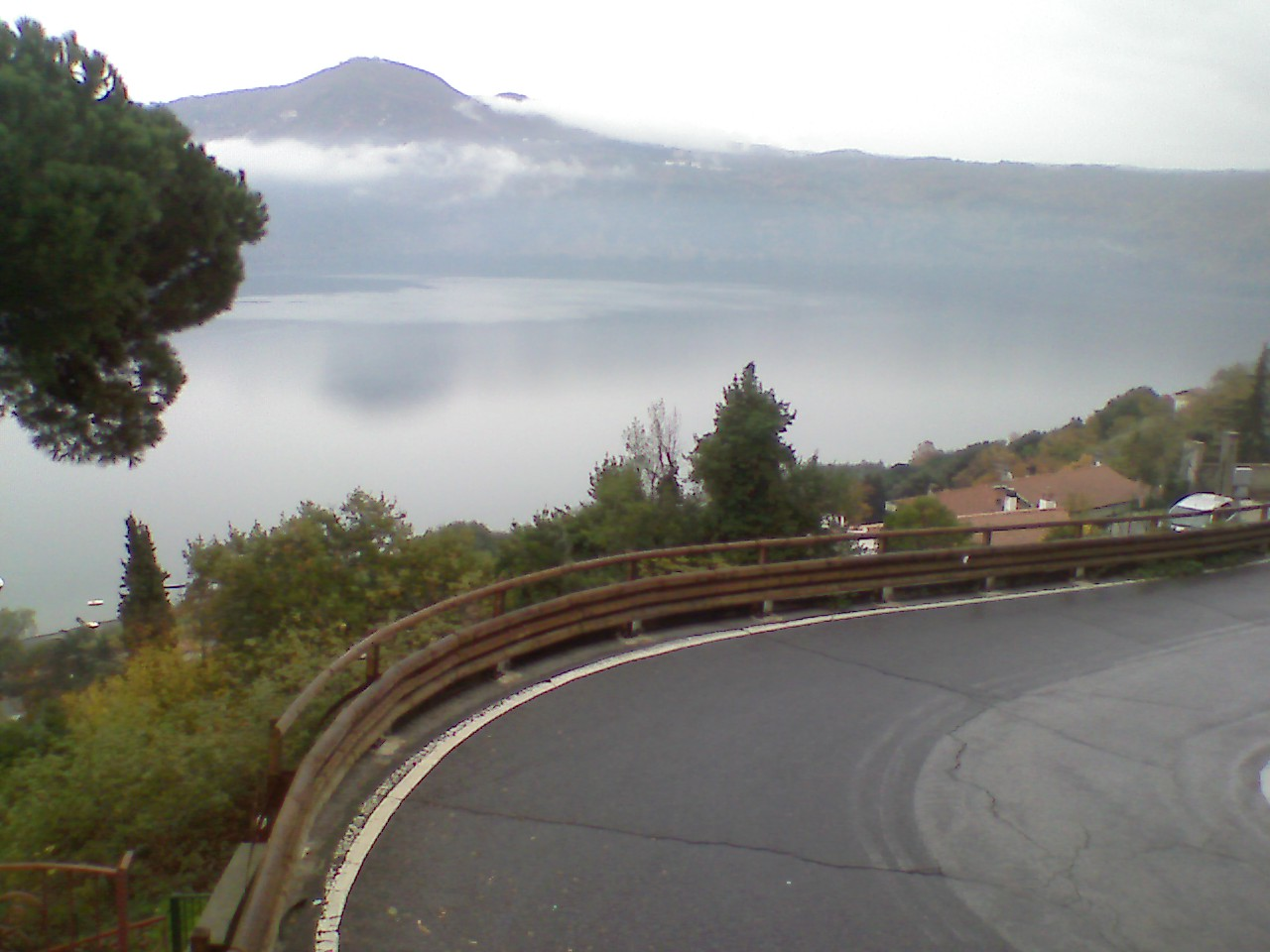
Il primo curvone della Strada statale 297 del Lago Olimpico.

La strada statale più importante che attraversa il territorio castellano è la Strada statale 7 Via Appia, che attraversa obliquamente il territorio comunale in direzione nord-sud, lambendo la località Ercolano.
Un'altra strada statale è la Strada statale 140, estesa circa due chilometri tra i comuni di Marino e Castel Gandolfo. Un tratto di questa strada viene percorsa dal Papa quando arriva a Castel Gandolfo in automobile, tanto che il suo nome antico era Olmata del Papa.
Strade regionali
L'unica ex-strada statale regionalizzata presente sul territorio di Castel Gandolfo, che è anche l'unica strada regionale dei Castelli Romani, è la Strada Regionale 207 Nettunense, che attraversa il comune obliquamente in direzione nord-ovest lambendo la frazione di Pavona.
Strade provinciali
Sono strade provinciali competenti alla provincia di Roma le ex-strade statali:
- Strada statale 216 Maremmana III, che nel comune di Castel Gandolfo prende diverse denominazioni: viale Bruno Buozzi dal confine con Marino al centro storico, via Giovan Battista de la Salle nel tratto urbano fino alla Galleria di sotto, via Giovanni Paolo II nell'ultimo tratto fino al confine con Albano Laziale;
- Strada statale 217 Via dei Laghi, che lambisce solo il territorio castellano sulla sponda orientale del Lago Albano.

### Ferrovie

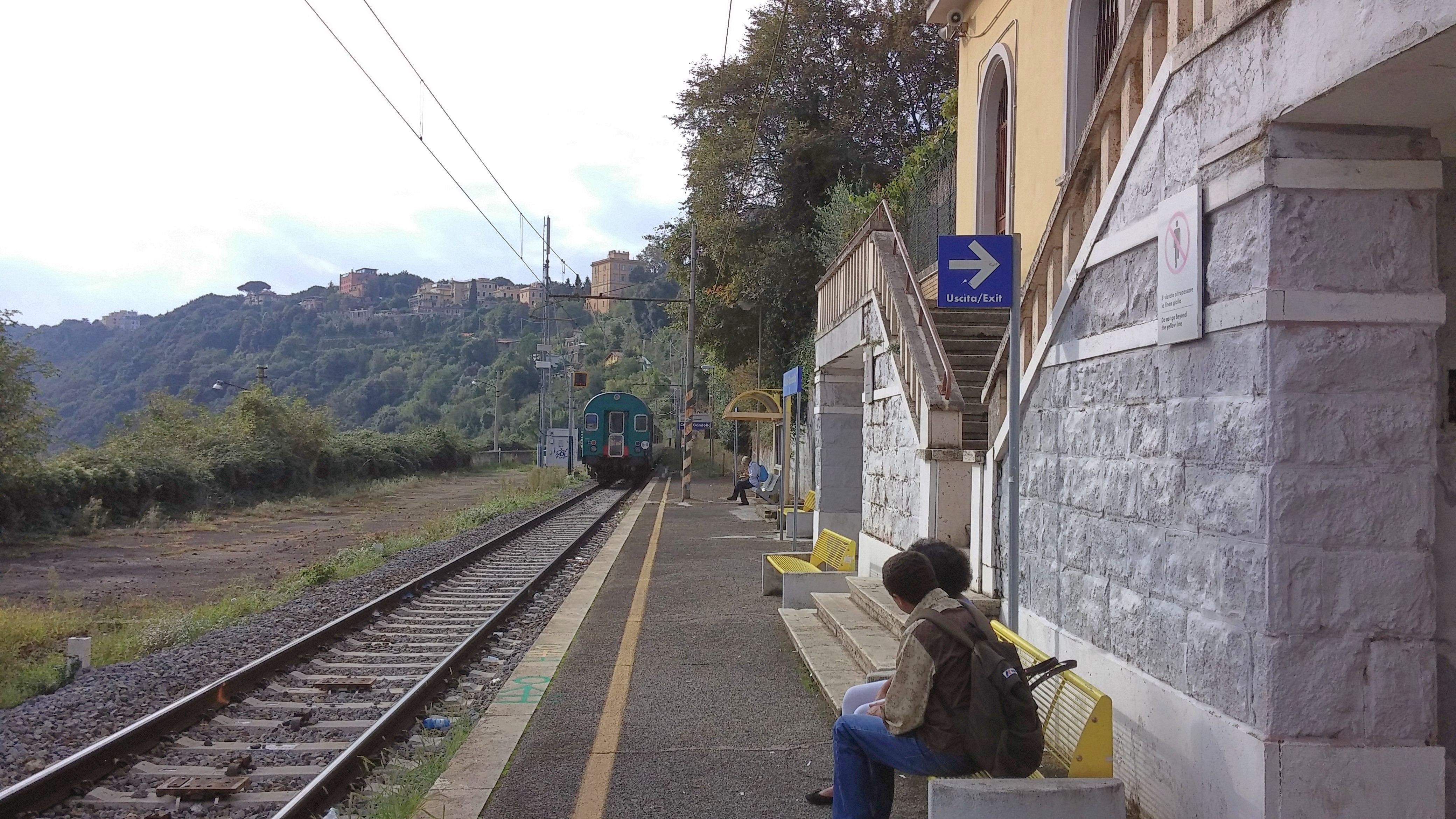
Stazione di Castel Gandolfo

#### Linee ferroviarie regionali extra-urbane
Il territorio di Albano è attraversato da due linee ferroviarie, appartenenti alla FL4 (ferrovia regionale del Lazio):
- Ferrovia Roma-Albano; costruita a partire dal 1881 su decreto di Umberto I di Savoia, venne inaugurata nel 1889, fino al 1927 proseguiva verso Cecchina e Nettuno. Lunga globalmente 28.41 chilometri, attraversa il comune di Castel Gandolfo servendolo con la Stazione di Villetta, parzialmente ricadente in territorio di Albano Laziale, e con la stazione omonima; assicura un collegamento con Roma e con i comuni di Ciampino, Marino e Albano Laziale.
- Ferrovia Roma-Velletri; inaugurata da papa Pio IX nel 1863, è stata la terza linea ferroviaria dello Stato Pontificio, e fino al 1892 proseguiva verso Valmontone e Napoli. Lunga globalmente 41.01 chilometri, attraversa il comune di Castel Gandolfo servendolo con la stazioni di Pavona, in realtà compresa nel comune di Albano Laziale; assicura un collegamento con Roma e con i comuni di Ciampino, Marino, Albano Laziale, Ariccia, Genzano di Roma, Lanuvio e Velletri.

Sul territorio comunale è presente una galleria ferroviaria, lungo il tracciato della ferrovia Roma-Albano:
- Galleria di Marino;
- Galleria di Castel Gandolfo.

Linee tramviarie extra-urbane

Le Tramvie dei Castelli Romani, costruite tra il 1906 ed il 1916 dalla Società delle Tramvie e Ferrovie Elettriche di Roma (STEFER), sono state la prima linea tranviaria del Lazio e una delle più efficienti reti regionali. Nel 1906 venne inaugurata la tratta Roma-Grottaferrata-Frascati, integrata nel mese di aprile dalla Grottaferrata-Marino-Castel Gandolfo-Albano Laziale-Ariccia-Genzano di Roma e nell'ottobre dalla tratta Grottaferrata-Valle Oscura con la funicolare per Rocca di Papa. Nel 1912 venne aperta la tratta Roma-Albano Laziale e nel 1913 la Genzano di Roma-Velletri, e infine nel 1916 la Genzano di Roma-Lanuvio. A partire dal 1944 iniziò la chiusura delle varie tratte, fino a che il 3 gennaio 1965 non venne chiusa anche la Roma-Albano Laziale-Genzano di Roma.

### Porti
Il Lago Albano è il più profondo dei laghi vulcanici del Lazio, e uno dei più profondi dell'Italia centrale: la sua profondità massima infatti sfiora i 180 metri nell'area sottostante Palazzolo. La navigazione lacuale, regolamentata dalla provincia di Roma a cui compete la gestione degli specchi lacuali, è piuttosto ridotta sul Lago Albano: non vi sono infatti servizi di traghetti o battelli, ma sul lago si affacciano diversi moli in legno dai quali partono pedalò, canoe sportive o piccole barche a vela.

### Aeroporti
All'interno delle Ville Pontificie è presente un eliporto utilizzato dal Papa nei suoi spostamenti aerei dal Vaticano a Castel Gandolfo.

### Mobilità urbana
La COTRAL, compagnia regionalizzata dei trasporti pubblici, assicura numerose corse interurbane nei Castelli e di collegamento con Roma, inoltre un servizio di tre circolari interurbane è garantito tramite una convenzione con il Comune di Castel Gandolfo dalla ditta Schiaffini Travel. In occasione delle Olimpiadi del 1960 fu inaugurata una funivia collegante Castelgandolfo con il Lago, che cessò l'esercizio verso i primi anni settanta.

## Amministrazione
| Periodo        | Periodo        | Primo cittadino    | Partito                         | Carica  | Note |
| -------------- | -------------- | ------------------ | ------------------------------- | ------- | ---- |
| 6 giugno 1993  | 27 aprile 1997 | Luciano Toti       | Lista civica di centro-sinistra | Sindaco |      |
| 27 aprile 1997 | 13 maggio 2001 | Luciano Toti       | Lista civica di centro-sinistra | Sindaco |      |
| 13 maggio 2001 | 26 maggio 2002 | Maurizio Colacchi  | Lista civica di centro-sinistra | Sindaco |      |
| 26 maggio 2002 | 27 maggio 2007 | Maurizio Colacchi  | Lista civica di centro-sinistra | Sindaco |      |
| 27 maggio 2007 | 6 maggio 2012  | Maurizio Colacchi  | Lista civica di centro-sinistra | Sindaco |      |
| 6 maggio 2012  | 10 giugno 2017 | Milvia Monachesi   | Lista civica di centro-sinistra | Sindaco |      |
| 10 giugno 2017 | 12 giugno 2022 | Milvia Monachesi   | Lista civica di centro sinistra | Sindaco |      |
| 12 giugno 2022 | in carica      | Alberto De Angelis | Lista civica                    | Sindaco |      |

### Consolati
- Consolato del Madagascar.

### Gemellaggi
- Châteauneuf-du-Pape[59]
- Curepipe[senza fonte]

## Sport

### Atletica leggera
- Lib-Atl Castelgandolgo-Albano.[60]

### Calcio
In campo calcistico l'A.S.D. Nuova Castelli Romani è un'associazione sportiva dilettantistica fondata l'8 luglio 2011. Dopo due promozioni consecutive, milita stabilmente nel campionato di Prima Categoria.

### Canoa
Associazione Sportiva Master Line Canoa Kayak, che oltre ad aver totalizzato risultati importanti fino ad ora ed avere un vivaio valido, svolge anche attività di avviamento alla disciplina sportiva.
Un'altra scuola di kayak è tenuta dalla A.S.D. Polisportiva Giovanile Salesiana Castel Gandolfo.

### Rugby
Il Castel Gandolfo Rugby A.S.D., fondata nel 2009, è una società sportiva di rugby che oltre a diverse squadre giovanili e old, ha una squadra seniores maschile che milita nel campionato regionale di serie C (stagione 2009/2010).

### Impianti sportivi
Per la XVII Olimpiade di Roma nel 1960, il CONI fece costruire lo Stadio Olimpico ed il Centro Federale di Canoa/Kayak sul Lago Albano, incluso nel territorio di Castel Gandolfo. Presso questo stadio si tennero le gare di questa disciplina, ed ancora oggi la Federazione Italiana Canoa/Kayak lo considera uno dei suoi stabilimenti più importanti.
Il Country Golf Castelgandolfo di Pavona è dotato non solo di campi da golf, ma anche di campi da tennis, da calcetto e piscina, il tutto in un complesso edificato nel XVII secolo dai Chigi.